# St-Eutrope (Saintes)

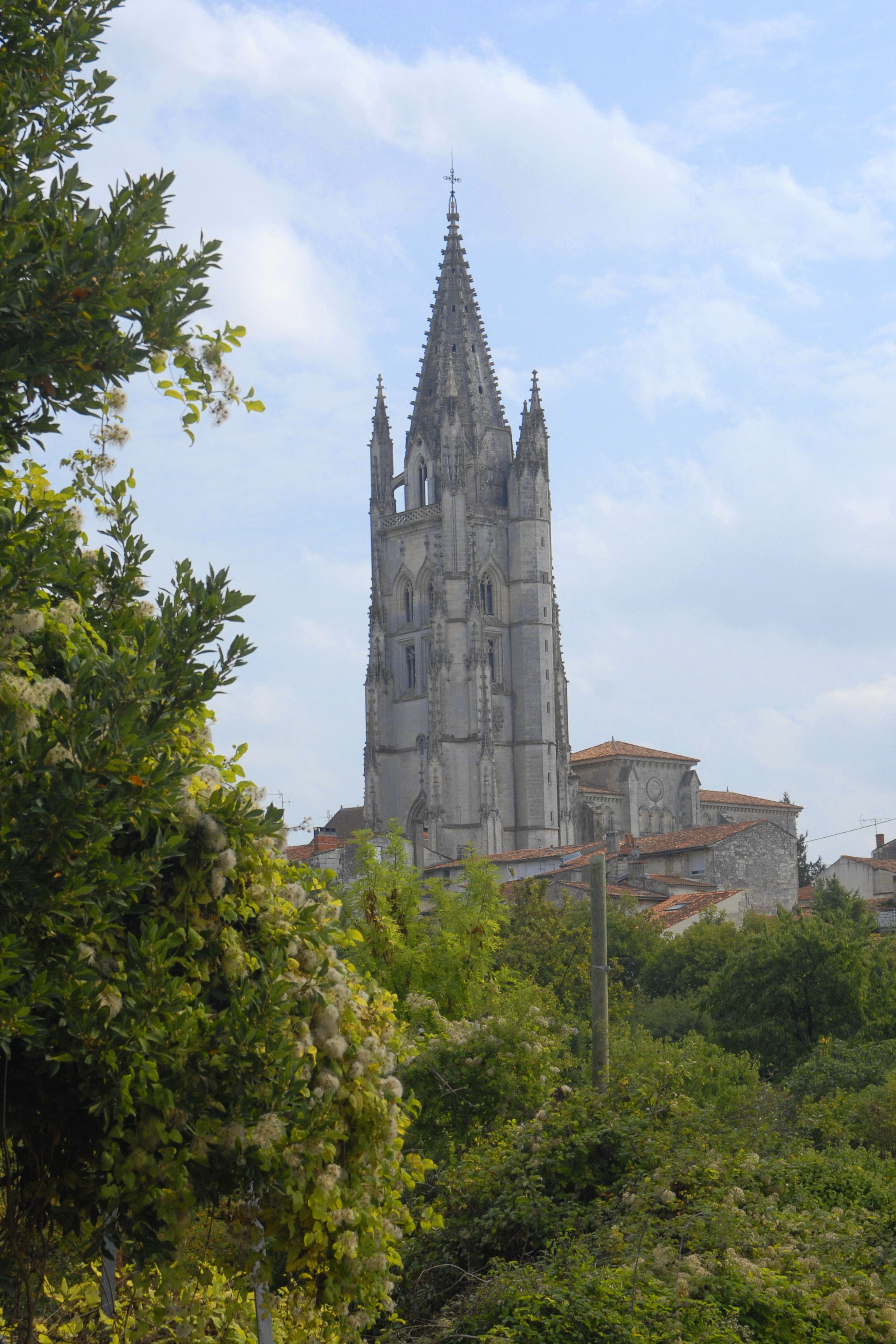
Saint-Eutrope, von der Arena aus

Die ehemalige Prioratskirche Saint-Eutrope liegt im Westen der Altstadt von Saintes, einer französischen Stadt im Département Charente-Maritime in der Region Nouvelle-Aquitaine, am linken Ufer des Flusses Charente und circa 95 km nördlich von Bordeaux. Sie ist eine romanische Pilgerkirche aus dem 11. teils auch 12. Jahrhundert, deren Schiffe im 19. Jahrhundert bis auf Reste der Südwand zerstört und abgetragen worden ist. Sein alles überragender Glockenturm wurde im 15. Jahrhundert im Flamboyantstil der Spätgotik über dem nördlichen Querhausarm errichtet. Die Kirche erhielt 1886 durch Papst Leo XIII. den Titel einer Basilica minor. Seit 1998 ist die Kirche als Teil des Weltkulturerbe der UNESCO „Jakobsweg in Frankreich“ ausgezeichnet.

## Geschichte

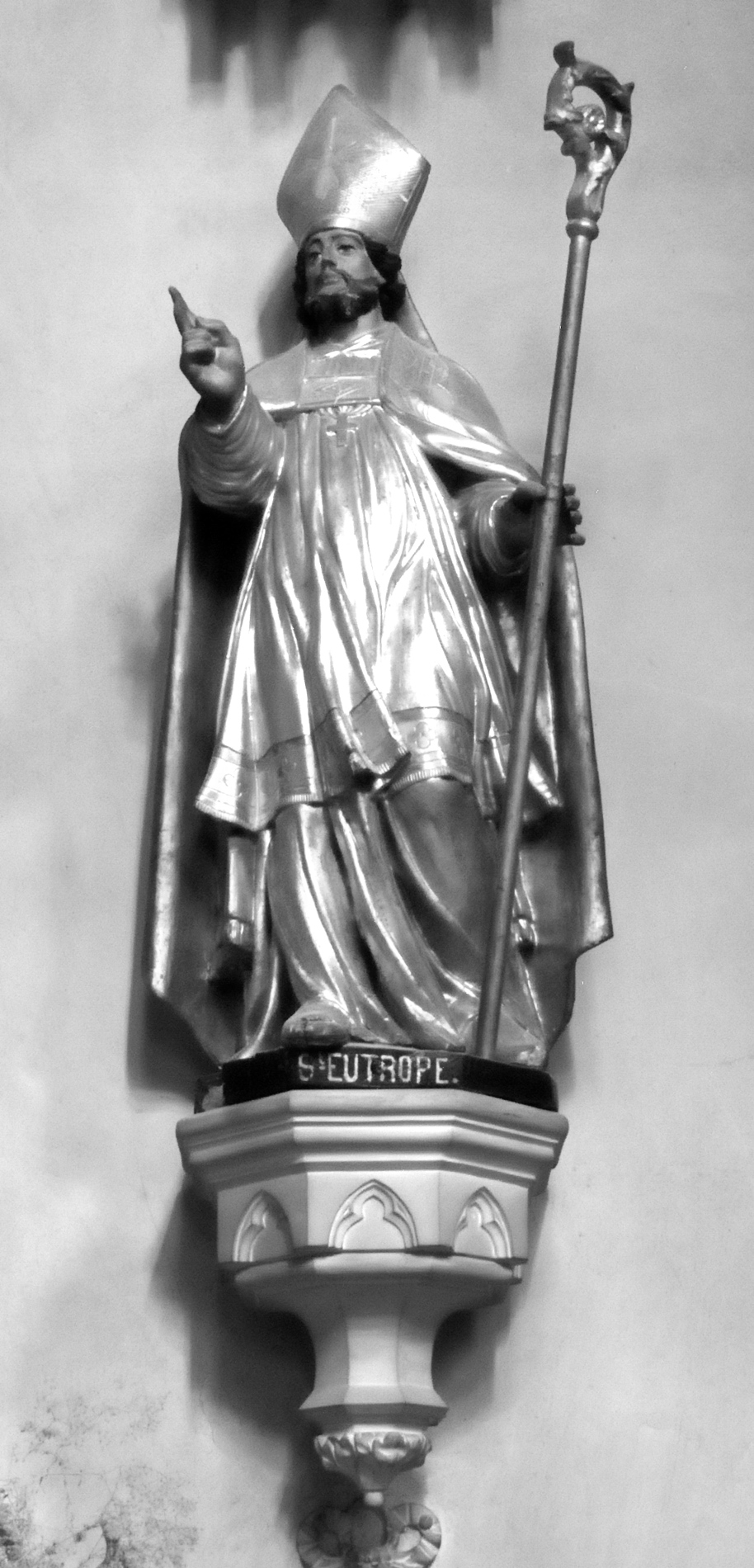
Heiliger Eutropius

### Der heilige Eutropius
Über die geschichtliche Einordnung seines Lebens oder seines Bischofsamtes gibt es keine gesicherten Erkenntnisse. Selbst die verschiedenen Legenden über sein Wirken und seine Herkunft weichen stark voneinander ab.
Louis Audiat, ein Historiker aus der Saintonge, studierte im 19. Jahrhundert, ließ ihn aus Persien, vermutlich dem heutigen Iran, stammen und ein Zeitgenosse Christi sein. Er soll mit dem Schiff zusammen mit Martha und Maria Magdalena in Saintes-Maries-de-la-Mer in Südfrankreich gelandet sein. Audiat nennt aber noch drei andere Alternativen, mit denen er gereist sein könnte, und zwar mit dem heiligen Denis (französisch) = Dionysius (um 250), oder mit dem heiligen Martial (zweite Hälfte des 3. Jahrhunderts), oder mit Petrus (1. Jahrhundert), um Gallien und Rom zu christianisieren.
Nach einer anderen Legende stammte er aus Griechenland und wurde von Papst Clemens I. (Bischof von Rom 92–101) gesandt, um das Land der Santonen zu christianisieren.
Der Geschichtsschreiber Gregor von Tours (538–594) scheint dem richtigen Datum seines Bischofsamtes deutlich nahezukommen. Er nennt den Namen Eutrope in einer Liste der Bischöfe in Gallien unter Kaiser Decius (249–251). Danach könnte er nicht von Papst Clemens gesandt worden und auch kein Zeitgenosse Christi gewesen sein, wohl aber einer von Saint-Denis und Saint-Martial.
Die weiteren Geschehnisse sollen sich wie folgt zugetragen haben:
Nach Ankunft des Bischofs in Saintes hat er sich in die Armenviertel begeben und dort viele Menschen zum christlichen Glauben bekehrt, wie auch die Prinzessin Eustelle oder Estelle, die Tochter des römischen Gouverneurs, die im Alter von 13 Jahren getauft wurde. Ihr Vater verleugnete sie daraufhin. Sie lebte dann in der Nähe des Bischofs. Aber der Gouverneur konnte sich nicht mit der Vorstellung abfinden, dass seine Tochter einem Christen diente. Er bot 150 Livres (Pfund) etlichen Söldnern, die den Unruhestifter beseitigten sollten. Die Männer brachten einem Aufstand von 2000 Personen zusammen, die den Bischof steinigten. Ein Mann „erlöste“ ihn von den Qualen mit einem Hieb auf den Kopf des Missionars, und durchschlug seine Schädeldecke. Eustelle und seine Jünger begruben seinen Leichnam in der folgenden Nacht. Das Grab wurde zu einem Ort der Verehrung, und man sagt, es hätten sich dort Wunder ereignet. Estelle wurde auf Befehl ihres Vaters enthauptet, ihre Leiche wurde bei Eutropius begraben. Im Bereich der römischen Arena tritt auf deren Südseite, in halber Höhe der Stufen eine Ste.-Eustelle-Quelle aus dem Boden, an der Stelle sie geköpft worden sein soll.
Einige Jahrhunderte später, ließ Bischof Palladius den Sarkophag des Eutropius öffnen und fand die Spur des Hiebs in seinem Schädel.
Der Kult um Saint-Eutrope wurde von Gregor von Tours gegen Ende des 6. Jahrhunderts bezeugt. Seine Grabstätte wurde von Pilgern verehrt. Es entstand dort zu Beginn des Mittelalters eine Klostergemeinschaft.
Ab dem 11. Jahrhundert befanden sich die Reliquien des Heiligen im Wesentlichen in dem Sarkophag in der Krypta, sein Haupt wurde in einem Reliquiar in der Oberkirche aufbewahrt.

### Das Priorat und die Pilgerkirche Saint Eutrope
In den vorherigen Jahrhunderten waren der späteren Pilgerkirche über dem Grab des heiligen Eutropius bereits mehrere Kirchengebäude und Sanktuarien vorausgegangen. Bekannt ist eine Kirchengründung im 6. Jahrhundert.

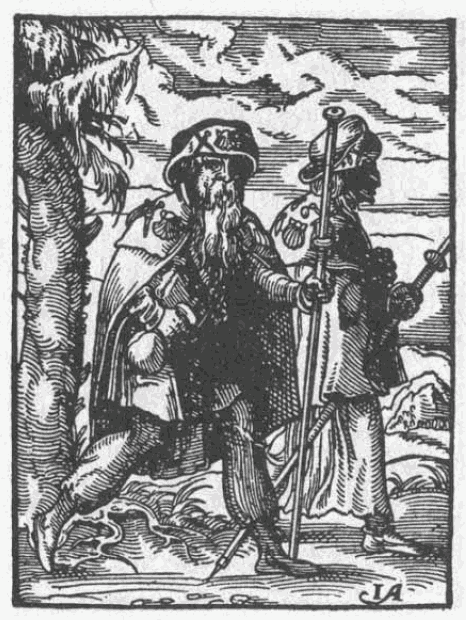
Jakobspilger, Darstellung von 1568

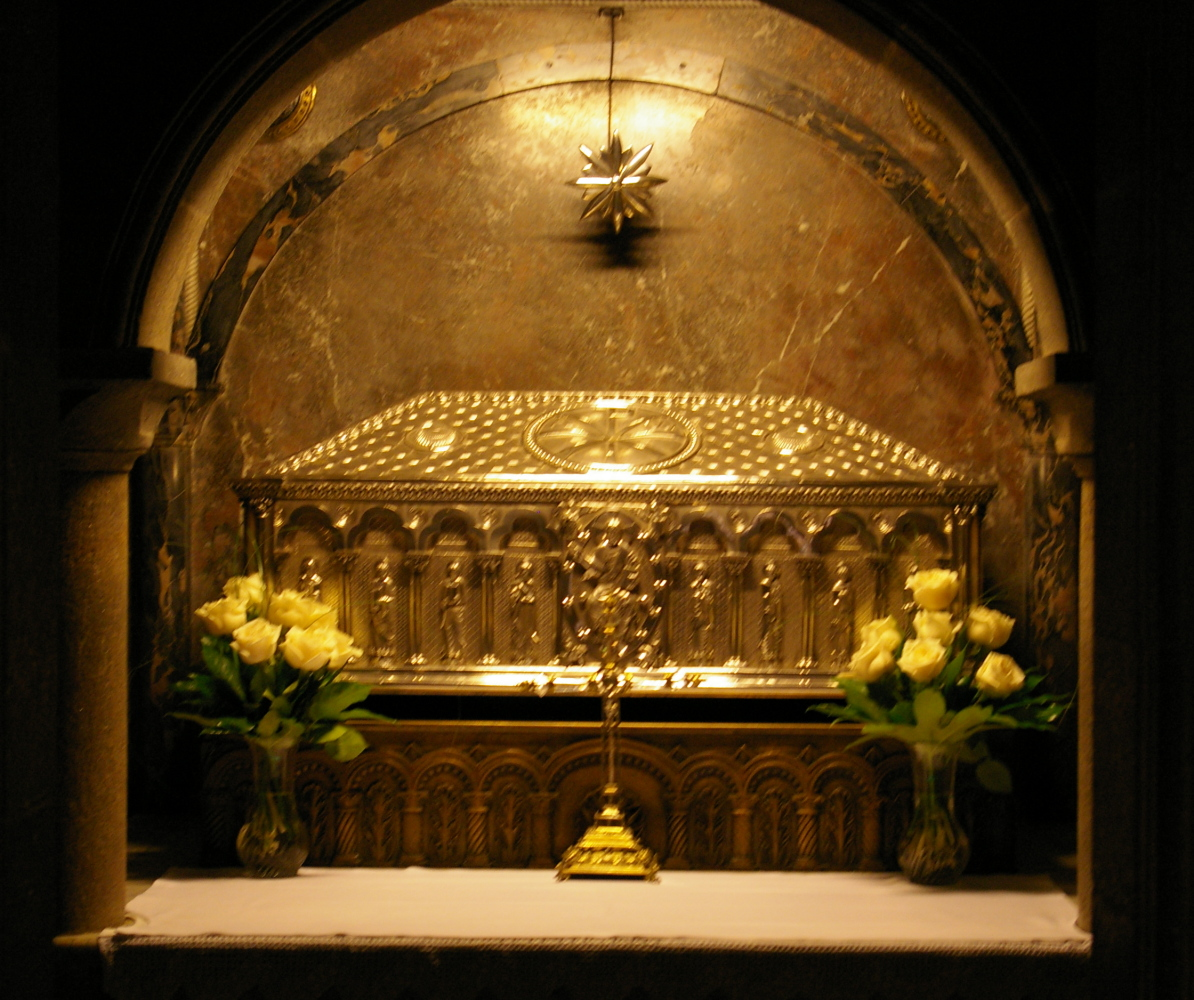
Jakobsgrab, Santiago-de-Compostela

Gegen Ende des 11. Jahrhunderts wurden Pilgerfahrten des Jakobswegs nach Santiago de Compostela immer populärer, auf ihren Stationen benötigten die Pilgerscharen große Pilgerkirchen. Saintes war Kreuzungspunkt mehrerer Pilgerrouten, die Via Turonensis, mit dem Ausgangspunkt Paris, war eine der vier Hauptrouten in Frankreich. Die vorhandenen Kirchen in Saintes konnten die vielen Pilger, die zum großen Teil in den Kirchen übernachteten, nicht mehr fassen.
So übertrug Guy-Geoffroy, Graf von Poitou und Herzog von Aquitanien, im Jahr 1081 das Heiligtum von Saint-Eutrope der großen Benediktinerabtei Cluny in Burgund in Erwartung sachkundiger Hilfe beim Bau einer großen Kirche. Die Cluniazenser waren eifrige Betreuer der Jakobspilger und hatten dadurch wesentlichen Anteil an der großen Bedeutung der Santiago-Wallfahrt. Von Cluny entsandte man eine Gemeinschaft von mehr als zwanzig Benediktiner-Mönchen nach Saintes, die die Erbauung der Kirche organisierten.
Sie begannen mit der Krypta und trieben die Bauarbeiten in nur 15 Jahren so zügig voran, dass Papst Urban II. 1096 die Weihe vollziehen konnte. Fertiggestellt waren der Umgangschor und die Krypta, ein funktionstüchtiger Bauabschnitt, der sich schon für die Besuche der Pilger nutzen ließ. Die Bauarbeiten zogen sich allerdings noch bis in die Anfänge des 12. Jahrhunderts. Parallel zum Bau der Kirche entstanden an der Südseite des Lang- und Querhauses die zu einem Benediktiner-Priorat gehörigen Konventsgebäude.
Mit ihrer neuen großen Pilgerkirche, einem der wichtigsten Baudenkmäler am Jakobsweg, gedieh das Priorat in der ersten Hälfte des 12. Jahrhunderts durch die Hunderttausende von Pilgern, die jedes Jahr nach Süden zogen. Es ist überliefert, dass die meisten Pilger für einige Tage in Saintes Rast machten, ehe sie sich auf den langen und anstrengenden Weg zum Westende Spaniens machten. Die Kirche mit ihren beiden großen Umgangschören und den Kapellen für die Präsentation zahlreicher Reliquien bot den vorbeiziehenden Pilgerprozessionen genügend Raum.
Die Streitigkeiten um Aquitanien zwischen England und Frankreich nach Mitte des 12. Jahrhunderts ließen die Pilgerbewegungen zurückgehen, die Kriege im 13. und 14. Jahrhundert brachten dramatische Einbrüche. Nach einer Urkunde vom Juni 1276 stiftete König Philipp III. in Erfüllung des Testamentes seines Onkels Alfons jährlich 60 Livres (Pfund) zur Verwendung der Kirche Saint-Eutrope. Im 14./15. Jahrhundert wurde die zentrale Umgangskapelle der Oberkirche entfernt und durch einen deutlich größeren Choranbau in spätgotischem Stil ersetzt. Damit hat man die Funktion des ursprünglichen Umgangschors aufgegeben. Der Chor wurde in den neuen östlichen Anbau eingerichtet, und aus dem bisherigen Chor, der nur für die Kleriker zugänglich war, entstand eine Verlängerung des Mittelschiffs.
Der prächtige spätgotische, 65 Meter hohe Glockenturm im Flamboyantstil wurde von 1478 bis 1496 an Stelle des nördlichen Querschiffarms errichtet, der dazu größtenteils abgebrochen werden musste. Dabei wurden einige der romanischen Kapitelle entfernt. Sie blieben aber erhalten und sind im Archäologischen Museum ausgestellt. Die Bauarbeiten am Turm wurden durch eine Spende von König Ludwig XI. (1423–1483) finanziert.

Der Sturm auf die Bastille am 14. Juli 1789

In der Französischen Revolution (1798) wurde der schmucklose Sarkophag mit der Aufschrift EUTROPIUS aus der Krypta entfernt und geschändet. Dabei sind wohl auch die Reliquien des Heiligen verschollen, was aber der Anziehungskraft seiner Grabstätte keinen Abbruch getan hat.
Im Jahr 1803 wurde bis auf Reste der Südwand fast das ganze Langhaus abgebrochen. Über die Ursachen und näheren Umstände geben die Quellen keine Auskunft. Vermutlich geschah dies infolge der erst fünf Jahre zurückliegenden Revolution. Die erste Welle der Säkularisation erfolgte zwischen 1802 und 1803, eine weitere unter der Herrschaft Napoleons, als die Auflösung von Klöstern und Kirchen und die Vereinnahmung von Kirchengut von staatlicher Seite aus betrieben wurde. So fielen die größten Teile des Langhauses und vermutlich auch sämtliche Prioratsgebäude der Spitzhacke zum Opfer und wurden als „Nationalgut“ zum Abbruch verkauft.
Der Boden des Schiffs lag etwa auf halber Höhe der Krypta. Das Niveau des heutigen Vorplatzes wurde auf die Höhe des Fußbodens der Oberkirche durch entsprechenden Auffüllungen angehoben. Vorher hat man die Öffnungen in der Querhauswand der Krypta zugemauert, und die breite Treppe, die vom Mittelschiff zur Unterkirche hinunterführte mit einer Betondecke abgedeckt. Als Ersatz für diesen ehemals großzügigen inneren Zugang hat man an der Nordwand des Turms eine Treppe mit Eingangstür geschaffen. Man gelangt heute nur durch diesen von außen zugänglichen Seiteneingang in die Krypta. Die beim Abbruch des Langhauses entstandene riesige Öffnung im mittleren Querhaus hat man im 19. Jahrhundert mit einer zeitgenössischen Fassade geschlossen. Der heutige befestigte Vorplatz ist ein Parkplatz, der die Würde des Denkmals beeinträchtigt.
Erst im Jahr 1842 konnte der Sarkophag restauriert und an seinem angestammten Platz im Chor der Unterkirche wieder aufgestellt werden.

## Kirchengebäude

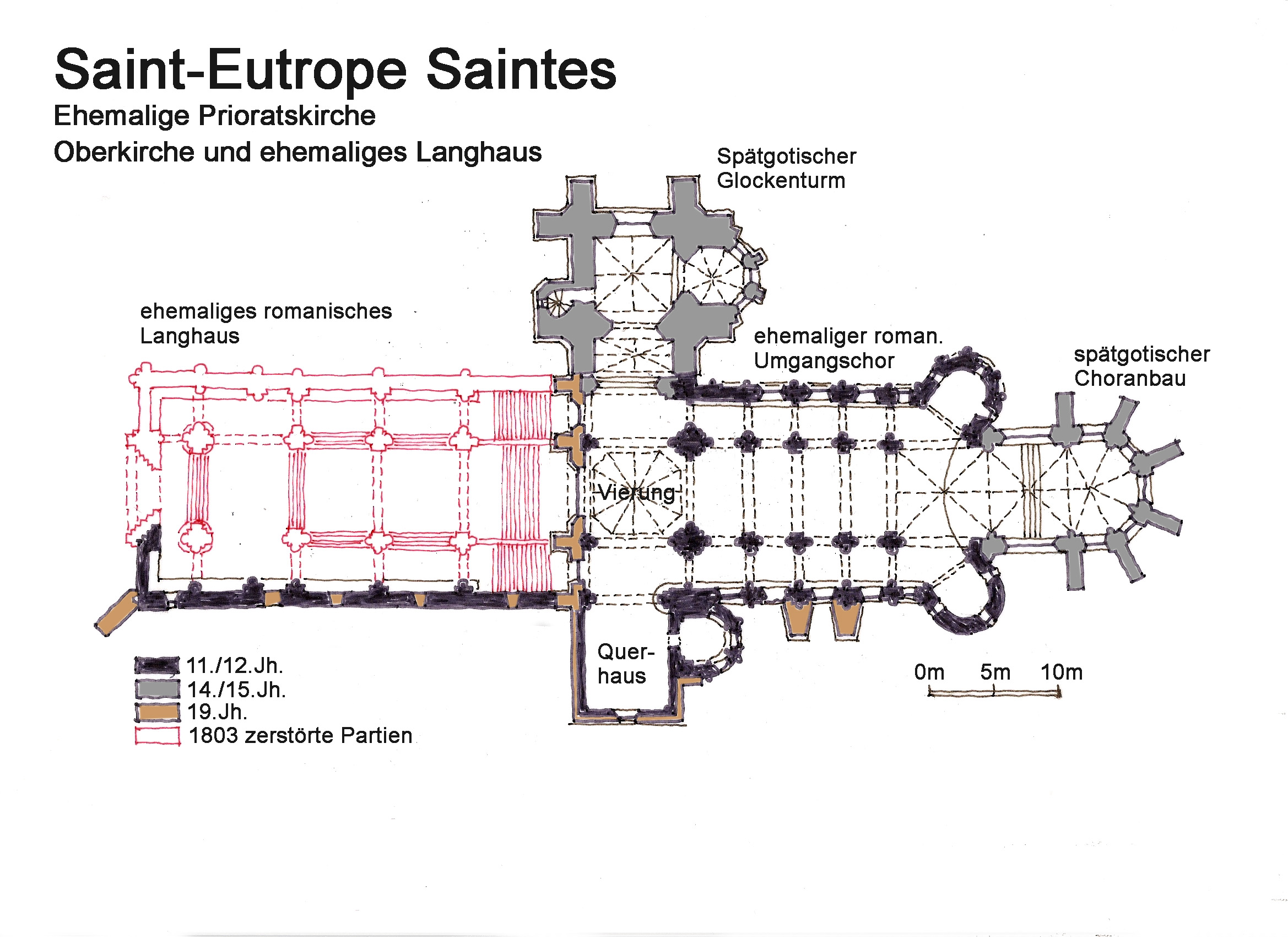
Grundrissskizze Oberkirche u. ehem. Langhaus

Abmessungen (ohne Vorlagen) zirka:
| Bauteil                   | ursprünglich | heute              |
| ------------------------- | ------------ | ------------------ |
| Gesamtlänge               | 70,00 m      | 45,00 m            |
| Langhauslänge             | 33,50 m      | ---                |
| Langhausbreite            | 18,00 m      | ---                |
| Umgangschorlänge          | 27,50 m      | ---                |
| Umgangschorbreite         | 16,70 m      | ---                |
| Choranbaulänge            | ---          | 3,50 m             |
| Querhauslänge             | 35,30 m      | 39,30 m            |
| Querhausbreite            | 8,70 m       | 10,00 m (mit Turm) |
| Turmhöhe                  | ---          | 65,00 m            |
| Höhe romanischer Chor     | 10,00 m      | 10,00 m            |
| Höhe unter Vierungskuppel | 14,00 m      | 14,00 m            |

### Das äußere Erscheinungsbild
Der Grundriss des cluniazensischen Kirchengebäudes ist heute etwas mehr als zur Hälfte erhalten. Es bestand im Wesentlichen aus einem basilikalen fünfjochigen Langhaus, einem Umgangschor, in fast gleicher Grundrissdimension wie das Langhaus, mit drei Umgangskapellen und einem weit über die Langhauswände hinausreichenden Querhaus, mit einer kuppelüberwölbten Vierung und zwei Querhauskapellen. Wahrscheinlich gab es auch einen Glockenturm über der Vierungskuppel. Der Umgangschor inklusive seiner Kapellen, wie auch das Querhaus mit seinen Kapellen waren in gleichen Grundrissdimensionen mit einer Krypta unterkellert, aber in deutlich geringeren Geschosshöhen. Der nördliche Querhausarm hatte die gleiche Form, wie der südliche, inklusive seiner Kapelle.

#### Das ehemalige Langhaus

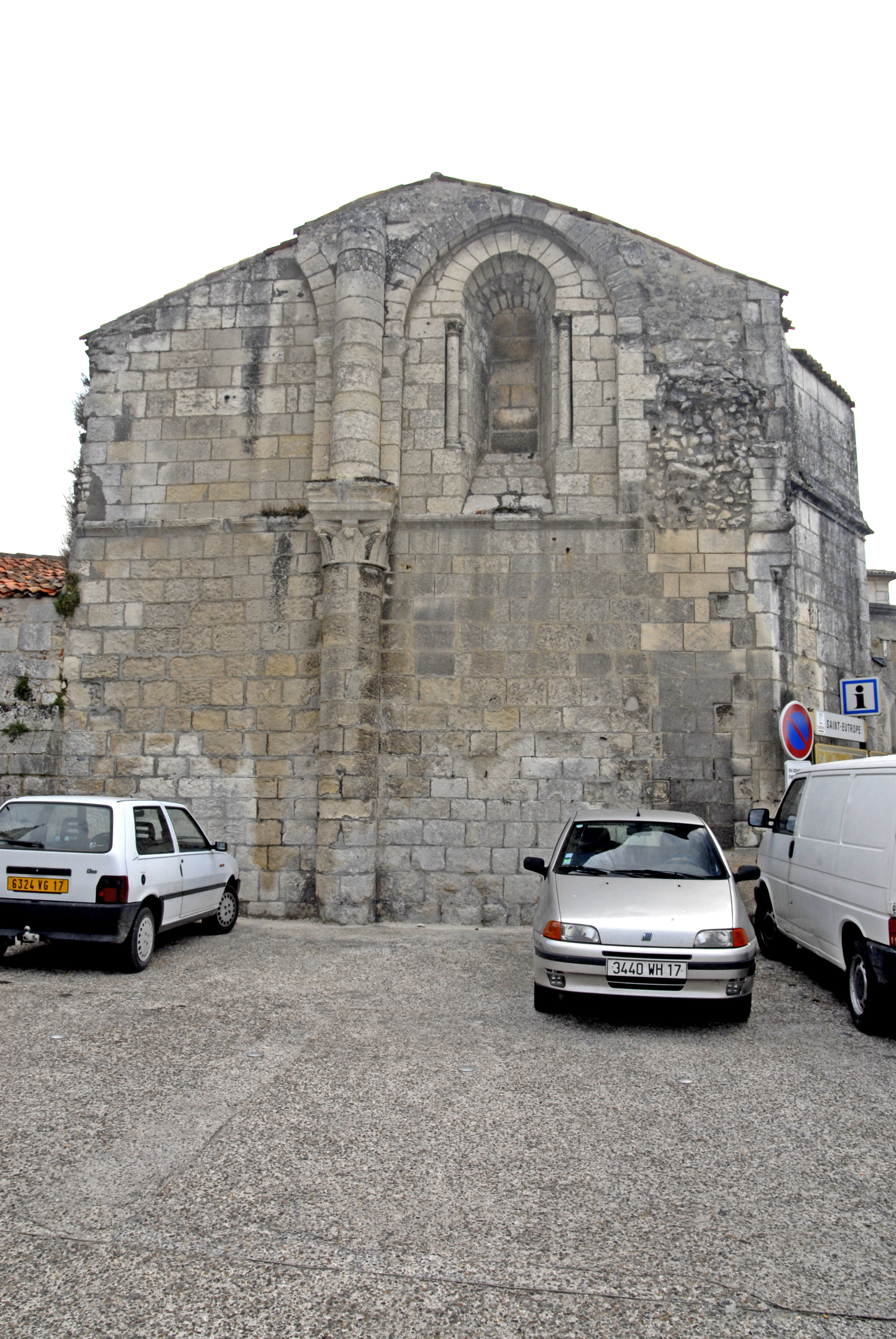
Reste der Südwand innenseitig, 1. u. 2. Joch

Das basilikale Langhaus besaß einen Aufriss mit gestuften schwach geneigten Dächern und fensterlosen Scheidewänden, in Form und Höhenlage des heutigen Umgangschors. Die äußeren Wände der Seitenschiffe wiesen dieselbe Höhe auf wie die Außenwände der Chorumgänge, einschließlich etwa der halben Höhe der Krypta. Die Gestaltung der Wandgliederungen entsprach weitgehend der des Umgangschors, die Joche waren jedoch doppelt so breit. Außerdem fehlten wahrscheinlich dort die Untergadenfenster, die beim Umgangschor die Umgänge der Krypta belichten. Von der Außenwand des südlichen Seitenschiffs stehen heute noch Reste, deren untere Bereiche von der Platzauffüllung verschüttet sind. Vom ersten und kleinsten Joch reicht die Wand noch bis über das Fenster, das heute einen Raum des dahinter befindlichen Anbaus belichtet. Auch die übrigen niedrigeren Teile der Wand wurden außenseitig mit Anbauten versehen. Im Bereich des zweiten Jochs gab er eine Tür zu den ehemaligen Gebäuden des Klosters.
Über die Fassade des Langhauses ist kaum etwas bekannt. Es gab ein vielfach gestuftes vermutlich skulptiertes Archivoltenportal, vielleicht auch seitliche Archivolten-Blindportale. Für das zweite Fassadengeschoss ist die gleiche Dreiteilung mit großem Archivoltenfenster und seitlichen Blindfenstern denkbar. Es ist überliefert, dass die Fassade in einer mittig und hoch angeordneten Arkadennische ein Reiterstandbild enthielt, dass von zwei Türmen eingefasst wurde, die über den Seitenschiffen aufragten.

#### Das Querhaus
Das zweigeschossige Querhaus trennte das ehemalige Langhaus von dem zweigeschossigen Umgangschor. Bis zur Errichtung des Glockenturms gegen Ende des 15. Jahrhunderts hatte es einen symmetrischen Grundriss mit zwei spiegelgleichen Armen, mit jeweils fast quadratischem Grundriss. Die heutigen Außenseiten des südlichen Querhausarms sind schlichte Erneuerungen des 19. Jahrhunderts. Die kleine südöstliche Querhauskapelle ist ebenfalls zweigeschossig, etwa zur Hälfte des Untergeschosses unterirdisch. Ihre halbkreisförmige Außenseite wird vertikal in ganzer Höhe von drei halbrunden Pfeilern unterteilt. Waagerecht um die Apsis herum verlaufen zwei profilierte und ornamentierte Bänder, eins etwa in halber Wandhöhe, das zweite knapp über den Bogenscheiteln der unteren Fenster. Die beiden schlanken rundbogigen Fenster der oberen Kapelle werden mit etwas Abstand von halbkreisförmigen Profilbändern, die an den unteren Enden waagerecht um circa 30 cm nach außen abknicken. Die Rundbogenfenster der unteren Kapelle sind deutlich breiter und werden von Archivolten umgeben, aus einfachen Keilsteinbögen und Rundsäulen mit skulptierten Kapitellen und profilierten Basen. Das auskragende und profilierte Traufgesims wird von figürlich skulptierten Kragsteinen unterstützt. Die Apsis überdeckt ein flach geneigtes halbes Kegeldach.

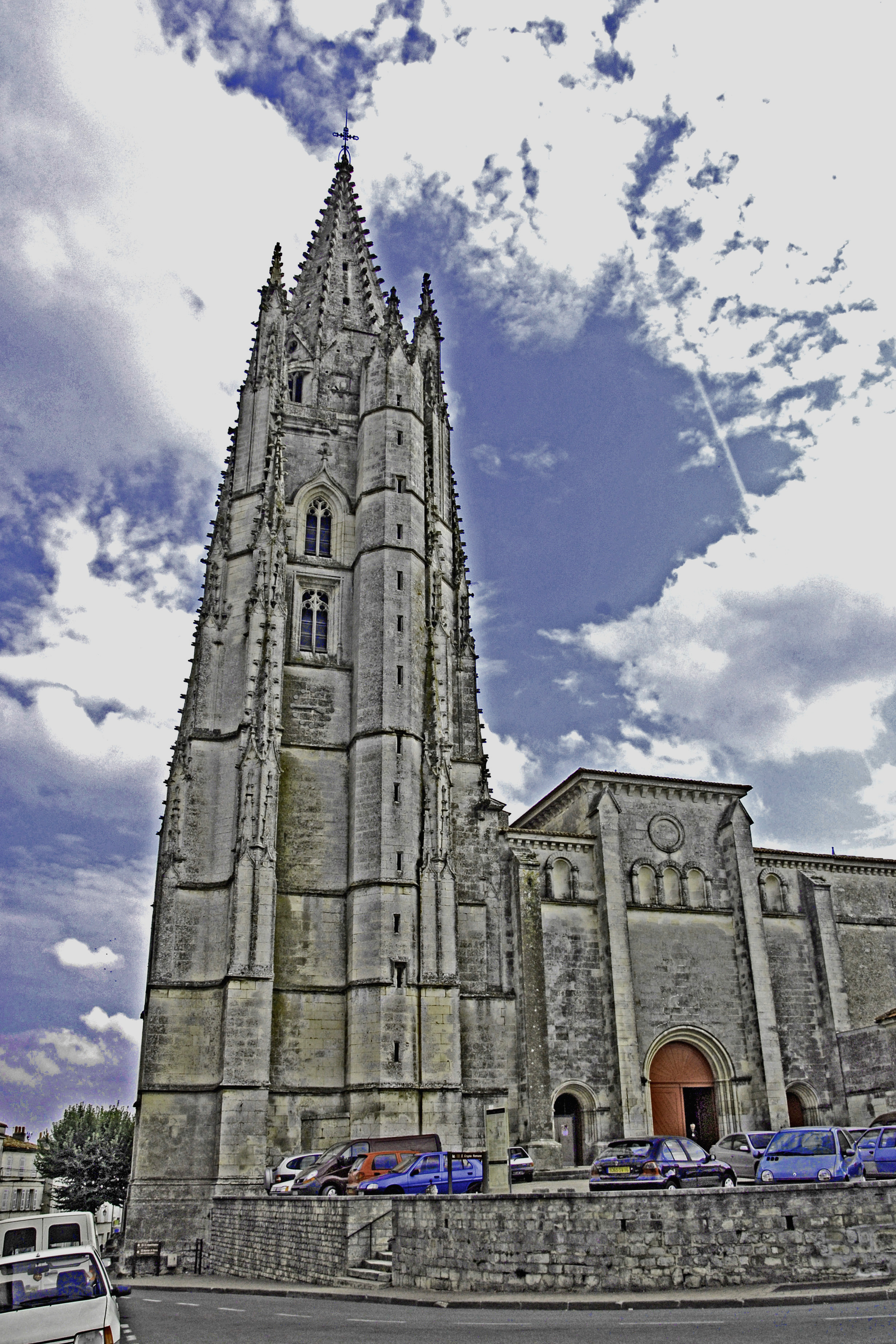
Glockenturm und moderne Fassade

Die durch den Abbruch des Langhauses geöffnete westliche Querhauswand, in Länge der Langhausbreite wurde im 19. Jahrhundert mit einer „modernen“ Fassade verschlossen. Mit den ehemaligen Anschlüssen der vier Längswände der Schiffe übereinstimmend, wird die Fassade vertikal mit kräftigen im Grundriss rechteckigen Strebepfeilern in drei Abschnitte unterteilt. Sie übernehmen die Ableitung der Schubkräfte aus den vier das Querhaus unterteilenden Bögen und Vierungswänden. Der mittlere Abschnitt in Breite des ehemaligen Mittelschiffs reicht deutlich höher, als die äußeren in Breite der ehemaligen Seitenschiffe, die in Höhe der Querhaustraufen abschließen, und deren profilierte Traufgesimse mit unterstützenden Kragsteinen ineinander übergehen. Der obere Bereich des mittleren Fassadenabschnitts ist gleichzeitig die westliche Wand der quadratischen Vierung, hinter der sich die Kuppeleinwölbung der Vierung befindet. Heute werden die Vierungswände mit einem Traufgesims auf Kragsteinen abgeschlossen, dass den Traufen des Querhauses entspricht, und mit einem flach geneigten Pyramidendach überdeckt. Auf diesem Turmstumpf kann man sich einen Glockenturm vorstellen, der vielleicht demjenigen der nicht weit entfernten jüngeren Abteikirche der Abbaye aux Dames ähnlich war. Die Fassade besitzt in der Mitte ein sehr großes dreistufiges Archivolten-Hauptportal und zwei kleinere Archivoltenportale, deren Scheitel gerade die Höhe der Bogenansätze des Hauptportals erreichen. Bögen und Gewände der Portale bestehen aus Rundprofilen und schmaleren Begleitprofilen. Die Bogenansätze werden durch schlichte Kapitelle markiert. Im oberen Fassadenbereich, knapp unter der Traufhöhe des Querhauses, wird die Fassade mit Blendarkaden geschmückt, in den Seitenfeldern je eine und im Mittelfeld eine Dreiergruppe. Sie bestehen aus vortretenden Keilsteinbögen auf Rundsäulen und schlichten Kapitellen. Die Nischen sind nach innen leicht ausgerundet. Die Säulen der Arkaden stehen auf einem waagerechten profilierten Kraggesims, das über die ganze Fassadenbreite durchläuft, und weiter über die südlich Querhauswand hinausreicht. Es wird nur durch die Pfeilervorlagen unterbrochen.

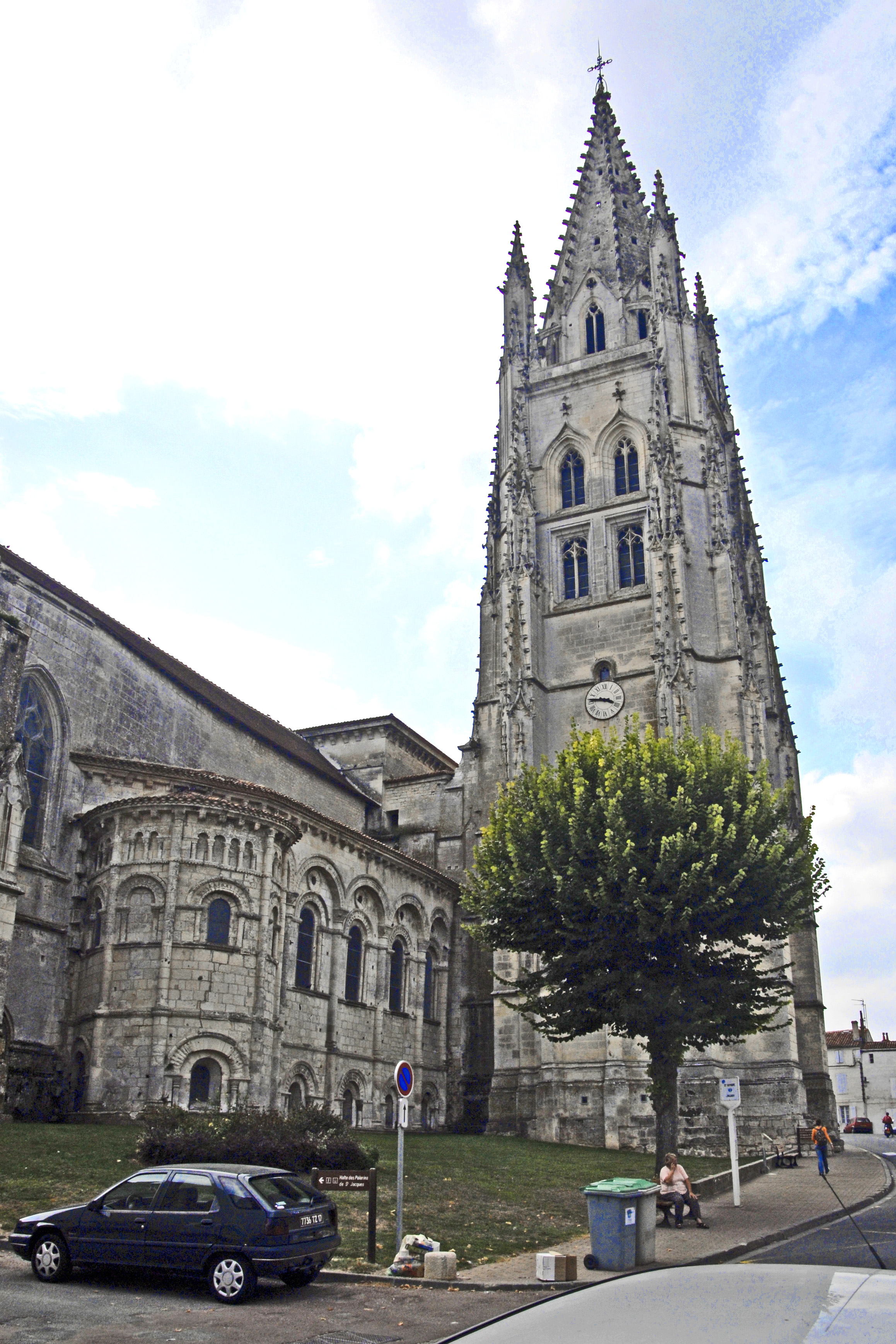
Glockenturm von Osten

#### Der spätgotische Glockenturm
Der Glockenturm wurde in der letzten Phase der französischen Spätgotik errichtet, die auch Flamboyantstil genannt wird, abgeleitet von der Form des Maßwerks, das aus flammenartig züngelnden, kurvig in die Länge gezogenen Fischblasen besteht.
Das Gewicht des mächtigen, 65 Meter hohen Glockenturms ließ sich nicht auf den verhältnismäßig schlanken Baugliedern des nördlichen Querhausarms unterbringen. Auch die für ihn erforderlichen Dimensionen an seiner Basis und die seiner Fundamente mussten gegenüber der vorhandenen Substanz deutlich vergrößert werden. Man trug sie deshalb weitgehend ab, bis hinunter in den Fundamentbereich unterhalb des Bodens der Krypta.
Der Turmgrundriss in Höhe der Oberkirche ist ein Quadrat, außen 10 × 10 Meter groß, dessen circa 1,50 Meter dicke Wände an den vier Ecken des Quadrates um circa 2,50 Meter als Pfeilervorlagen hinausragen. Die Gesamtausdehnung dieses Grundrisses beträgt circa 15 × 15 Meter. Mit den beiden Pfeilervorlagen der Südseite des Turms stößt er gegen die Nordwand des ehemaligen Langhauses und des Chorumgangs. Zwischen den beiden Pfeilervorlagen die nach Osten weisen sind in Höhe der Geschosse der Krypta und der Oberkirche zwei Kapellen übereinander in sechseckigem Grundriss eingefügt, die etwa in Höhe der Umgangstraufen mit einem flach geneigten Pyramidendach abgeschlossen werden. Ihre freien Ecken sind mit kleinformatigen Strebepfeilern bestückt die oben in Fialen und spitzen Türmchen enden, die von Kreuzblumen gekrönt sind. Die drei spitzbogigen Fenster sind mit Flamboyant-Maßwerk ausgestattet. Ihre Spitzen werden mit Kreuzblumen gekrönt. Auf der westlichen Turmseite ist das polygonale Treppenhaus einer Spindeltreppe in die Ecke einer Pfeilervorlage eingefügt, das weit zu den Glockenstuben hinaufreicht, etwa bis zum Ansatz des sechseckigen Turmhelms.

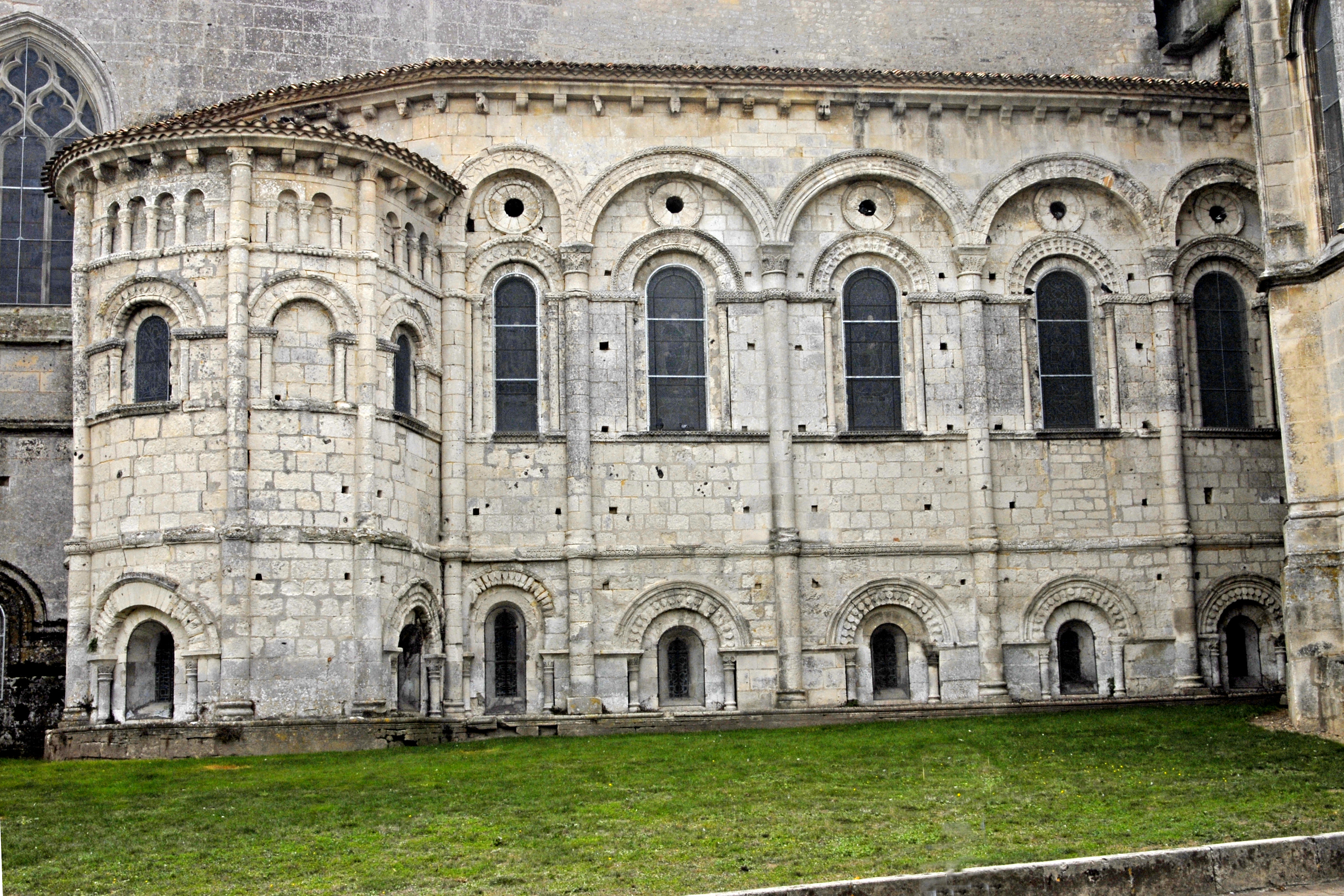
Umgangschor Nordseite

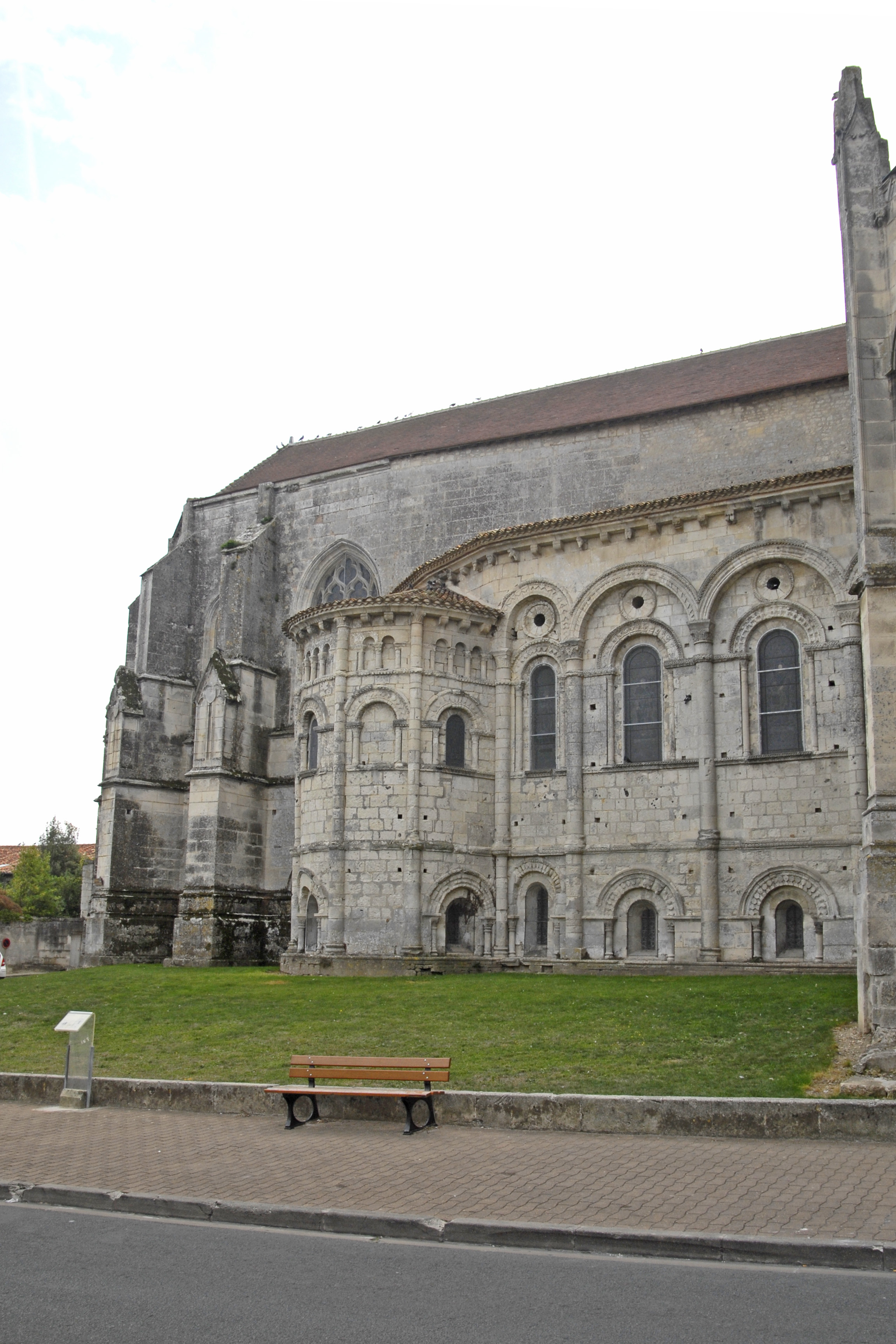
Romanischer Umgangschor mit gotischen Anbau

Bis zu Ansatz des Turmhelms wird der Turm von der Nordseite gesehen durch profilierte Kragprofile in acht Geschosse unterteilt, auf den noch ein neuntes folgt, das aber schon zum Turmhelm gehört. Die ersten vier sind etwa gleich hoch, danach folgt ein deutlich höheres und dann ein noch höheres, dann ein ganz kleines und noch zwei etwas größere. Ein System in der Staffelung der Geschosshöhen ist nicht erkennbar. Man kann aber feststellen, dass die Dimension des Turmgrundrisses von Geschoss zu Geschoss geringfügig abnimmt. Die ersten vier Geschosse weisen keinen skulpturalen Schmuck auf. Darüber beginnt die Auflösung der Fronten der Pfeilervorlagen in abgestufte Fialen, die in steilen pyramidenförmigen Spitzen enden, mit Krabben auf den Graten und Kreuzblumen auf den Spitzen. Die Wandflächen zwischen den Pfeilervorlagen weisen im sechsten und siebten Geschoss zwei rechteckige und darüber zwei spitzbogige Fenster mit gotischem Maßwerk auf, Letztere mit einer Kreuzblume gekrönt. Auf der Seite mit dem Spindeltreppenhaus gibt es nur je ein Fenster im sechsten und siebten Geschoss. Im neunten Geschoss, schon über dem Ansatz der sechseckigen Turmhelms gibt es noch einmal Fenster auf allen sechs Seiten des Turmhelms. Das Spindeltreppenhaus weist in jeder Umdrehung eine schlitzförmige Fensteröffnung auf. Der Turmhelm ist auf seinen Graten mit zahlreichen Krabben bestückt und wird auf seiner Spitze mit einer großen Kreuzblume bekrönt.

#### Der cluniazensische Umgangschor
Der ehemalige Umgangschor ist zweigeschossig und besteht in der Oberkirche aus einem dreischiffigen vierjochigen Chorbereich, der ehemals eine Chorapsis auf vier Säulen besaß und von einem halbkreisförmigen Umgang mit drei Kapellenapsiden umschlossen wurde. Statt der mittleren Chorkapelle und der die Kapellen verbindenden Umgangswände wurde im 14./15. Jahrhundert ein gotischer Chor in Verlängerung des Umgangschores angebaut. Die Chorapsis, der sie umschließende Umgang und seine zentrale Kapelle wurden abgebrochen.
Vom äußeren Bild des cluniazensischen Umgangschors erhielt sich der ganze Abschnitt zwischen dem Querhaus und den Enden der nordöstlichen und südöstlichen Umgangskapellen. Die fensterlosen Scheidewände des romanischen Chors ragen weit über die Dächer der Umgänge hinaus. Die Traufausbildungen über diesen Wänden sind nicht wie sonst mit Gesimsen und Kragsteinen ausgebildet, sondern bestehen nur aus auskragenden Traufsparren und hölzernen Verkleidungen. Das flach geneigte Dach des romanischen Chors bleibt mit seinem First knapp unter der Traufe des Turmstumpfs der Vierung.

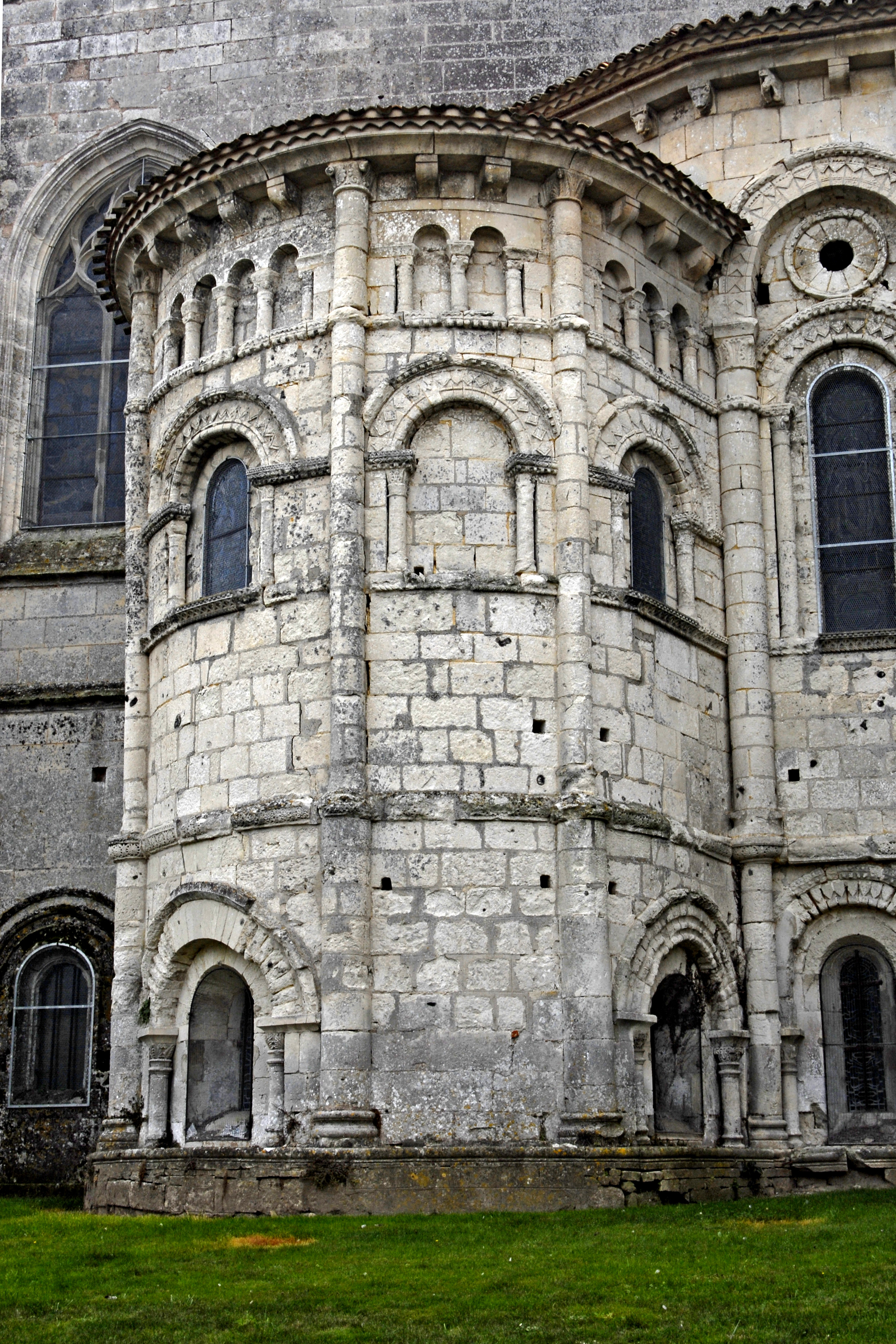
Nordöstliche Umgangskapelle

Ganz anders sind die Traufen der Umgänge und deren Kapellenapsiden mit einem dicken mehrfach profilierten Traufgesims ausgestattet, das von eng gestellten, überwiegend figürlich skulptierten Kragsteinen unterstützt wird. Die Kragsteine auf der Nordseite sind neueren Datums. Sie zeigen unter anderem zwei Monstera-Blätter, die Pflanze wurde erst im 19. Jahrhundert aus Mexiko importiert. Bei den Umgangswänden und den Kapellen fallen als erstes die beiden Fensterreihen auf, welche die beiden Kirchengeschosse, die der Ober- und Unterkirche, nach außen hin darstellen.
Die vertikale Unterteilung der Umgangswände mit fast über die ganze Wandhöhe reichenden Blendarkaden entspricht der inneren Gliederung in vier Joche. Die fünfte, schmälere Arkade gehört schon zum ehemaligen halbkreisförmigen Umgang um die Chorapsis. Auch die Arkade des ersten Jochs ist schlanker, weil hier ein Teil des Jochs von der Querhauskapelle verdeckt wird, beziehungsweise wurde. Die Arkadenbögen in fast quadratischem Querschnitt, ragen gänzlich aus der Wand hervor und werden von schmalen auskragenden Profilen überfangen. Beide sind mit unterschiedlichen geometrischen Ornamenten geschmückt. Sie werden getragen von dreiviertelkreisförmigen Säulen, die von pflanzlich skulptierten Kapitellen und profilierten Kämpfern gekrönt sind. Die Säulen werden in Höhe der Geschossdecke der Unterkirche unterteilt, durch profilierte Basen und Kämpfer, und stehen mit profilierten Basen auf einem, um den romanischen Chor herumgeführten Sockel.
In Höhe dieser Unterteilung der Säulen verläuft um den romanischen Chor herum ein profiliertes und ornamentiertes Schmuckband und markiert so die Trennung zwischen Unter- und Obergeschoss. Eine zweite waagerechte umlaufende Unterteilung verläuft genau in Höhe der Fensterbänke und wird durch die Säulen jeweils unterbrochen. Es besteht aus einem im Querschnitt abgestuften Profil dessen obere, schmalere Sichtseite mit einer geometrischen Struktur skulptiert ist, dessen untere, breitere und zurücktretende Sichtseite bleibt unstrukturiert. Dieses Profil kragt jeweils in Breite der Fenster etwas weiter vor.

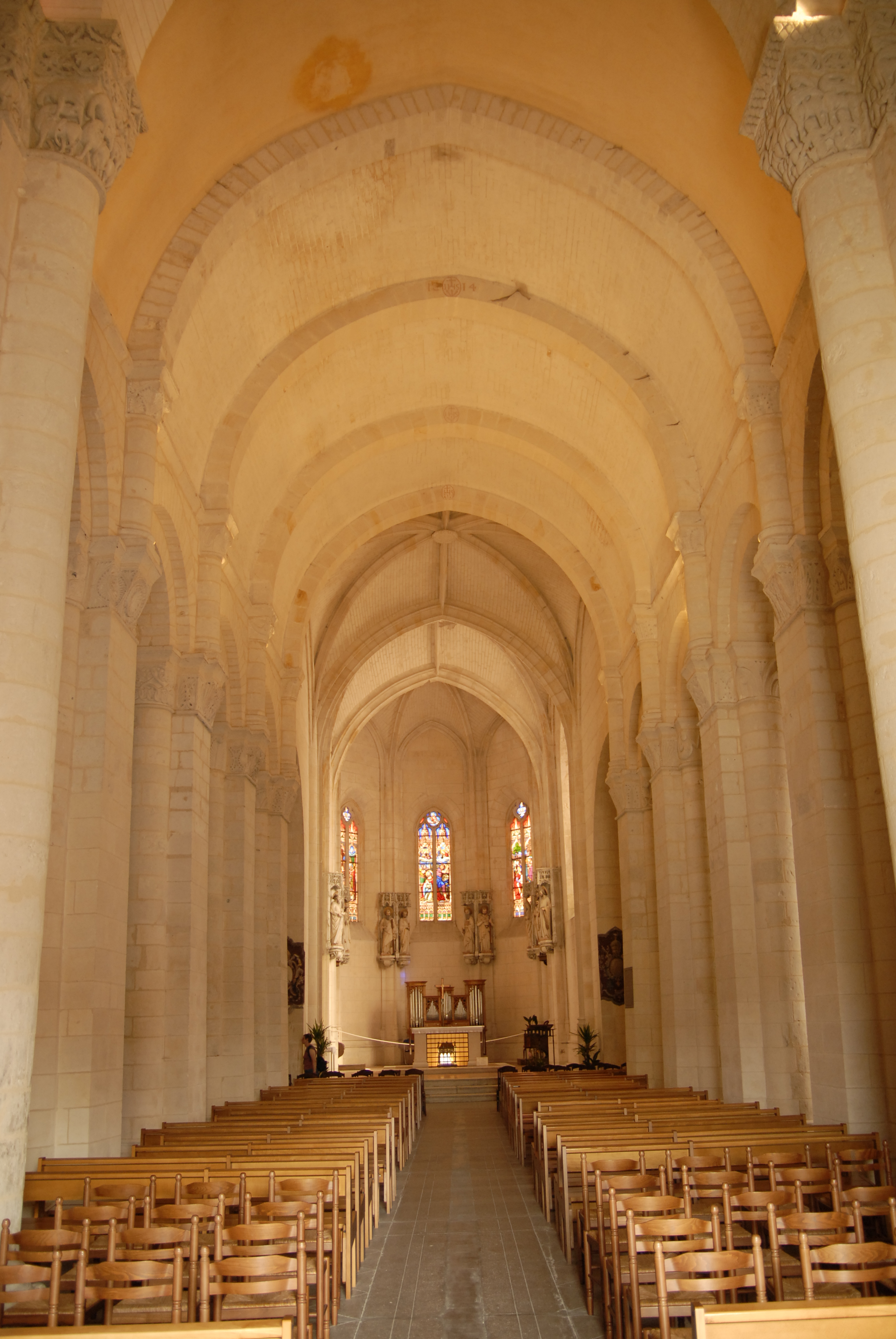
Oberkirche, Umgangschor/Mittelschiff

Die schlanken rundbogigen Fenster im oberen Umgang sind wesentlich größer, vor allem höher, als die Fenster der Krypta und der Kapellen. Sie werden unmittelbar eingefasst von glatten Leibungsrücksprüngen und Keilsteinen. Nach außen hin folgen einstufige Archivolten, aus rechtwinkligen Bögen, die von schmalen Kragprofilen überfangen und geometrisch ornamentiert sind. Sie werden getragen von schlanken Rundsäulen mit winzigen skulptierten Kapitellen und profilierten Basen. Bögen und Kapitelle werden getrennt durch ein aufwändig profiliertes Kämpferband, dass sich über alle Wandabschnitte und um die Dienste herum über den romanischen Chor und seine Kapellen fortsetzt. Zwischen den Bogenscheiteln der Archivolten und den Blendarkadenbögen sind genau zentriert kleine so genannte „Ochsenaugen“ oder „Okuli“ eingefügt, die von je einem Keilsteinkreis mit äußerem schmalen Kragprofil eingefasst werden.
Die Fenster des Umgangs der Krypta sind deutlich kleiner, vor allem niedriger als die der Oberkirche. Sie besitzen den gleichen Schmuck wie die oberen, aber in kleineren Proportionen. Das Kämpferband ist schlicht profiliert und stößt gegen die Säulen der Blendarkaden. Die Fenster neben den Umgangskapellen sind etwas höher und dementsprechend schlanker.

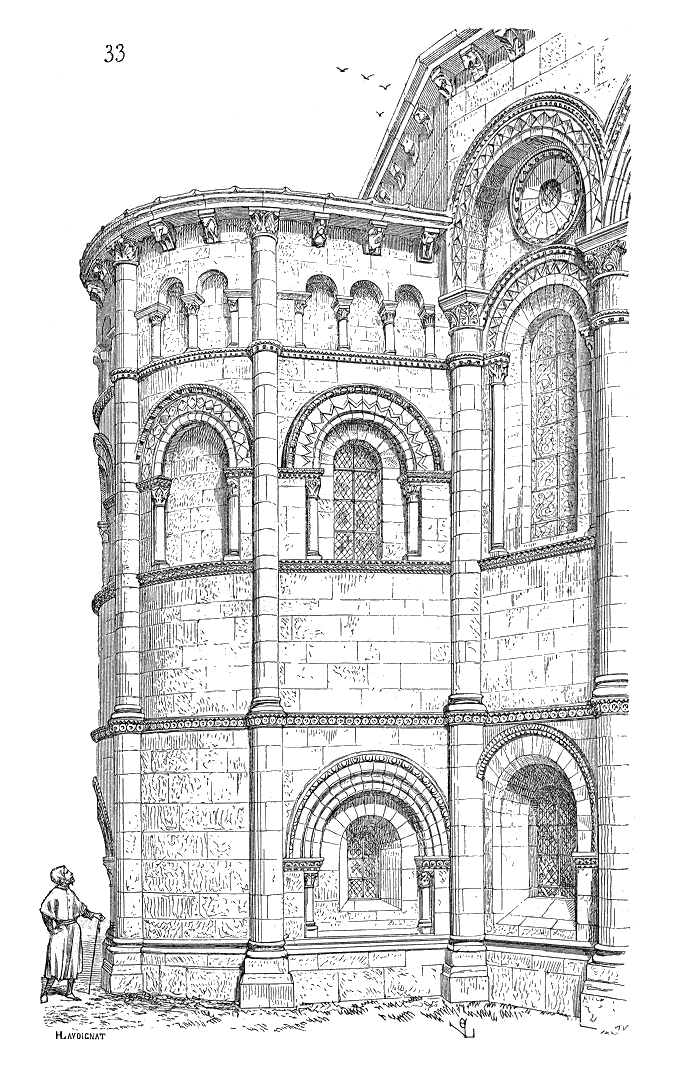
Umgangskapelle

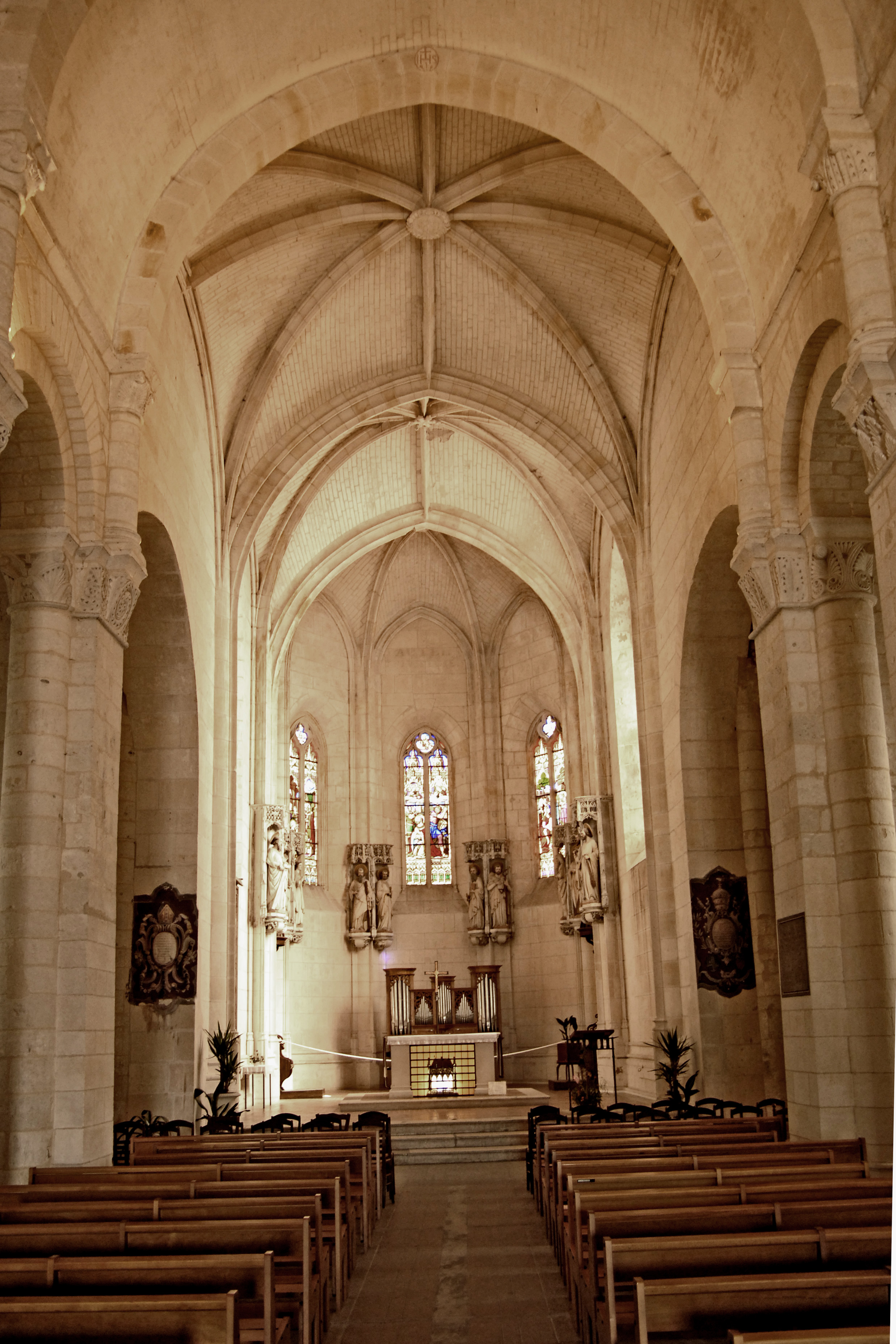
Oberkirche, Spätgotischer Chor

Die beiden übrig gebliebenen Umgangskapellen reichen mit den Firsten ihrer flach geneigten halben Kegeldächer knapp unter die Traufe des Umgangs. Ihre im Grundriss gekrümmten Wände werden vertikal unterteilt in drei breitere und zwei schmalere Felder, und zwar durch Säulen, deren Dimension im Untergeschoss derjenigen der Umgangswände entsprechen, darüber sind sie deutlich schlanker. Sie sind ähnlich ausgestattet wie die Säulen der Blendarkaden. Statt der Arkadenbögen tragen sie aber das Traufgesims der Kapellen. Über dem aus der Nachbarwand übernommenen Schmuckband in Höhe der Kryptadecke, wird auch das abgestufte Profilband in Höhe der Fensterbänke übernommen. Das dritte Band in Höhe der Kämpfer der Archivolten der Umgangsfenster, verläuft hier ununterbrochen über die Felder und Säulen hinweg, um die Kapellen herum. Die Kapellen besitzen im Ober- und Untergeschoss je drei kleine Fenster, in den äußeren Feldern und im mittleren Feld. In den Feldern dazwischen gibt es nur im Obergeschoss zwei Blindfenster. Die Ausstattung der Fenster mit Archivolten entspricht denen der Krypta-Umgänge.
Zwischen dem oberen Schmuckband und dem Traufgesims sind in die Felder Zwerggalerien eingearbeitet, im mittleren eine mit vier Bögen, daneben zwei mit zwei Bögen und in den äußeren beiden mit drei Bögen. Die wandbündigen Bögen aus glatten Keilsteinen werden von runden Säulchen getragen, mit skulptierten Kapitellen, mit profilierten Kämpfern und Basen.
Auf der Außenwand des südlichen Umgangs mussten im 19. Jahrhundert wegen statischer Probleme zwischen den Jochen 2 bis 4 zwei voluminöse Strebepfeiler angefügt werden, mit einer Ausladung von circa 2,60 Metern. Sie reichen mit nach außen sich verjüngendem, in der Höhe unveränderten Querschnitt bis fast unter die Traufe und decken die ganze Wandbreite zwischen den Fenstern ab, einschließlich von Teilen der Blendarkaden.

#### Der gotische Choranbau

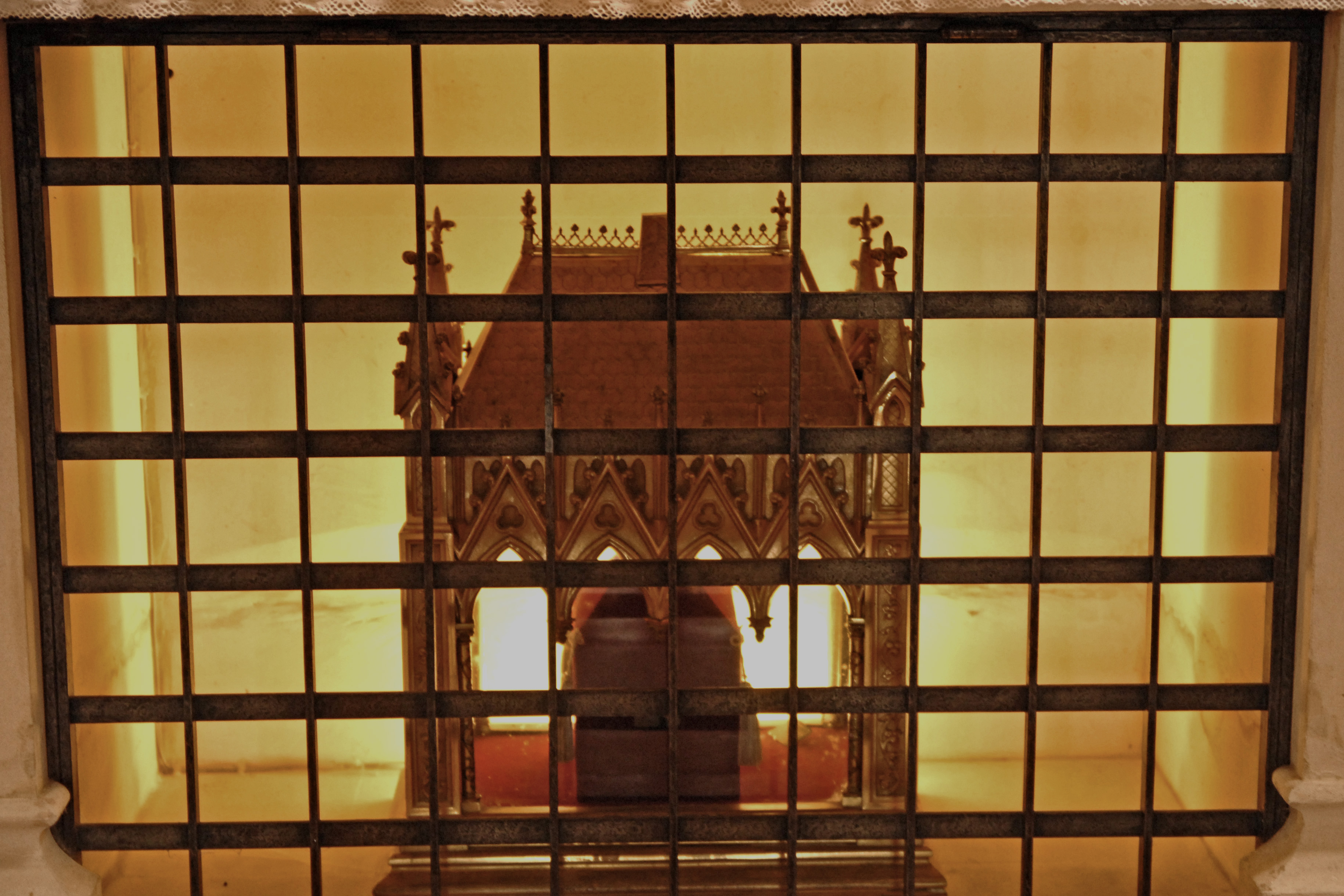
Oberkirche, Reliquiar im Hauptaltar

Der gotische Chor ist in der Dimension des Aufrisses eine Verlängerung des romanischen Chors nach Osten und zwar im Ober- und Untergeschoss. Er besteht aus einem Joch und der abschließenden polygonalen Apsis. Diese wird umringt von sechs bis circa 2,50 m ausladenden Strebepfeilern, deren je vier Abschnitte sich stufenartig nach oben hin verjüngen, sowohl in ihrer Breite, wie in ihrer Ausladung. Sie sind am oberen Ende, nicht mehr weit von der Traufe, mit einem steilen Pultdach abgedeckt. Die Traufe des gotischen Anbaus besteht aus einem schlichten profilierten Kraggesims. Auf beiden Seiten des Jochs sind große spitzbogige Fenster mit profilierten Gewänden ausgespart. In den fünf Feldern der Apsis befinden sich deutlich kleinere spitzbogige Fenster. Alle besitzen ein spätgotisches Maßwerk im Flamboyant-Stil. Im Untergeschoss gibt es nur kleine rundbogige Fensteröffnungen, ähnlich denen im romanischen Umgang, jedoch ohne Archivolten.

### Das Innere der Kirche

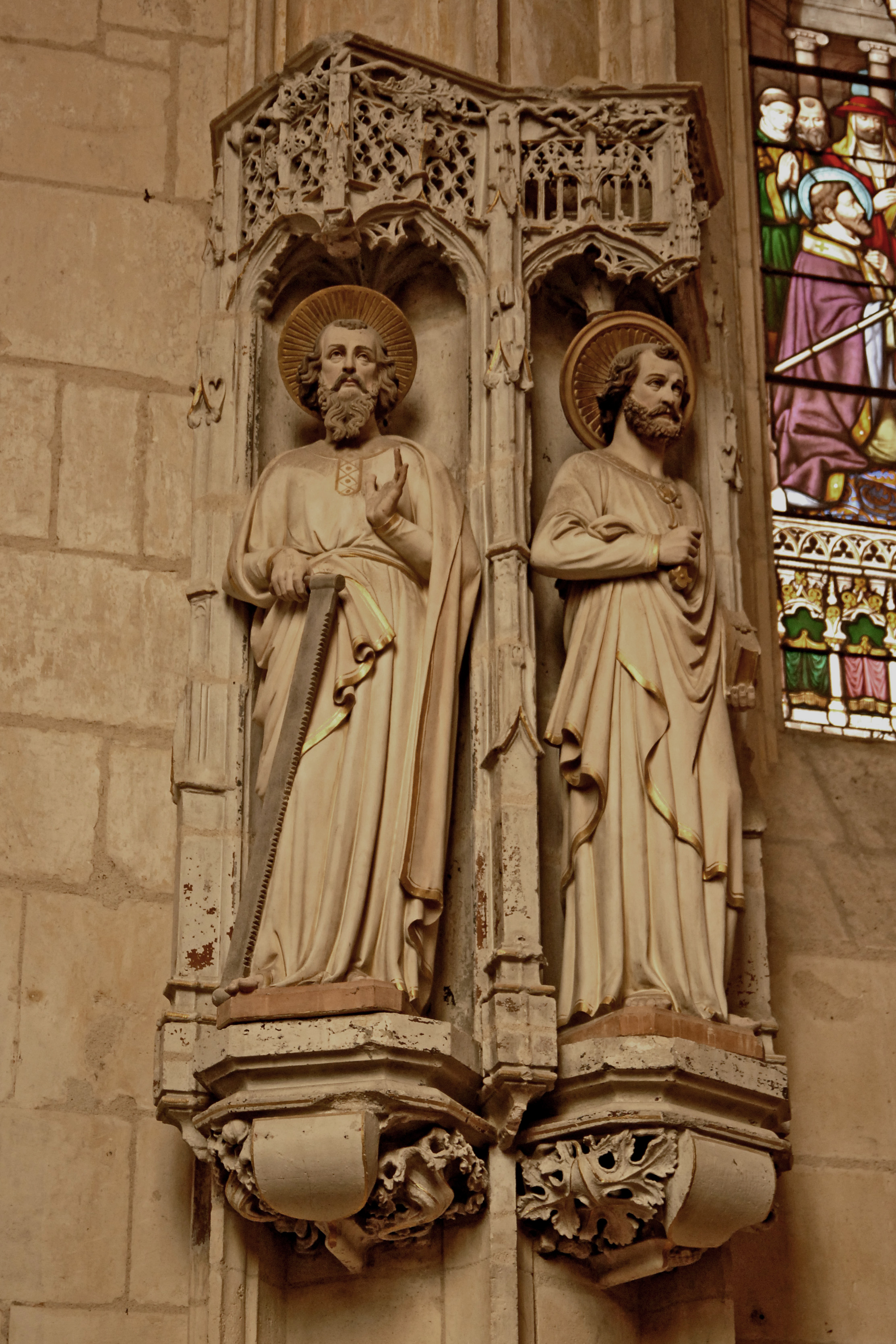
Oberkirche, Heiligenstatuen im Chor, links der hl. Josef

#### Das ehemalige cluniazensische Langhaus
Das Langhaus besaß einen basilikalen Aufriss, der im oberen Bereich dem romanischen Umgangschor glich, aber etwa um die Hälfte der Geschosshöhe der Krypta höher war. Die Einwölbungen der Schiffe stießen auf der Westseite in derselben Höhe und Kontur gegen die Vierungswände, wie die des Umgangschores auf der Ostseite. Das dreischiffige Langhaus, dessen Mittelschiff etwa doppelt so breit war, wie ein Seitenschiff, war in fünf Joche unterteilt, dessen erstes etwa halb so breit war wie die übrigen. Das Mittelschiff war eingewölbt mit einer leicht angespitzten Tonne auf Gurtbögen. Diese Bogen- und Wölbungsform verrät die Handschrift der Cluniazenser, die bei dem dritten Kirchenbau des Mutterklosters geläufig war. Sie sorgte für eine deutlich bessere Ableitung der seitlichen Schubkräfte in die Vertikale. Die Seitenschiffe waren eingewölbt mit halben Tonnen auf viertelkreisförmigen rechtwinkligen Gurtbögen, eine für die Zeit um 1100 nicht übliche Wölbungsform in der Saintonge. Es gab keine Obergadenfenster in den Scheidewänden, vermutlich wie im romanischen Umgangschor. Der Ansatz der Wölbungen war markiert mit einem kräftigen Kragprofil, welches über den Kapitellen der Dienste in die dort befindlichen Kämpfer überging. Die Scheidbögen (zwischen den Schiffen) waren vermutlich kantig abgestuft. Die rechtwinkligen Gurtbögen des Schiffs ruhten vermutlich zunächst auf relativ kurzen halbrunden Diensten mit skulptierten Kapitellen und profilierten Kämpfern und Basen. Diese standen zusammen mit den Scheidbögen auf Pfeilerbündeln, aus einem quadratischen Kern und einer rechtwinkligen Vorlage zum Mittelschiff weisend, und mit drei weiteren, aber halbrunden Diensten, von denen zwei die Scheidbögen trugen und eine die oberen Enden der Halbbögen der Seitenschiffe unterstützen. Diese Pfeilerbündel wurden von wahrscheinlich ebenso reich skulptierten Kapitellbündel mit Kämpfern gekrönt, die den gleichen Umriss besaßen.

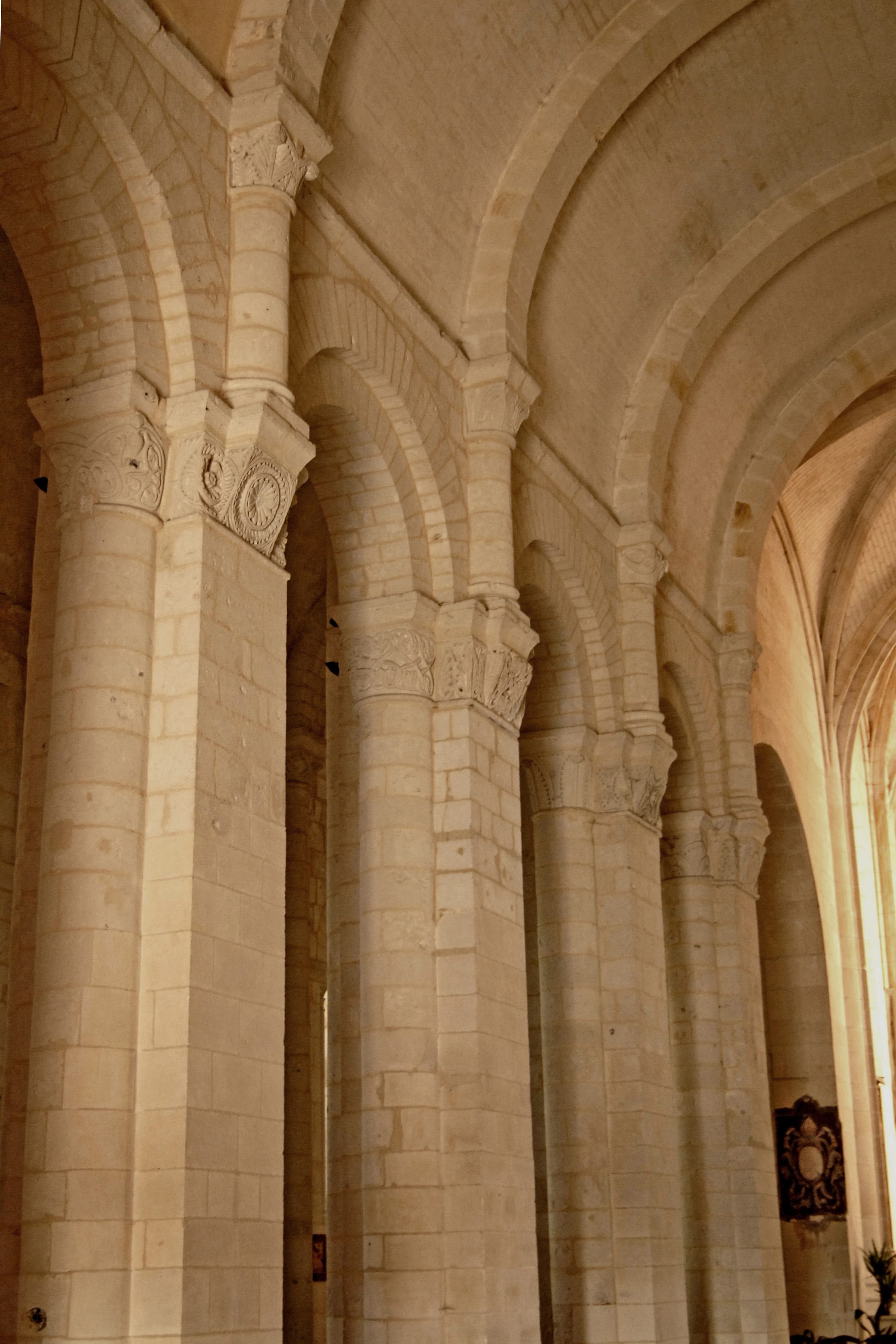
Oberkirche, Nordwand Umgangschor

An den Außenwänden der Seitenschiffe saßen die Gurtbögen wieder wie im Mittelschiff zunächst auf kurzen halbrunden Diesten mit Kapitellen und Kämpfern, die dann auf erheblich stärkeren halbrunden Diensten standen. Von einem dieser Dienste ist heute noch ein beträchtliches Stück erhalten, und zwar im ersten Joch auf der Außenwand des südlichen Seitenschiffs. Ein beträchtliches Stück, etwa in halber Höhe der Krypta, ist unter der Aufschüttung des Parkplatzes verschwunden. Daneben kann man noch eins der das Seitenschiff belichteten rundbogigen Fenster sehen. Dessen Leibungen sind zum Schiff hin stark aufgeweitet und seine Fensterbank nach unten steil abgeschrägt. Den leicht angespitzten Keilsteinbogen tragen zwei schlanke Säulchen, mit skulptierten Kapitellen und profilierten Basen, die in Rückversätzen der Leibungskanten stehen. Das ganze Joch wird von einem Blendarkadenbogen überspannt, dessen Enden auf dem unteren Säulenkapitell aufsitzen. Dieses Gestaltungsmotiv zog sich vermutlich über die gesamte Länge beider Außenwände.

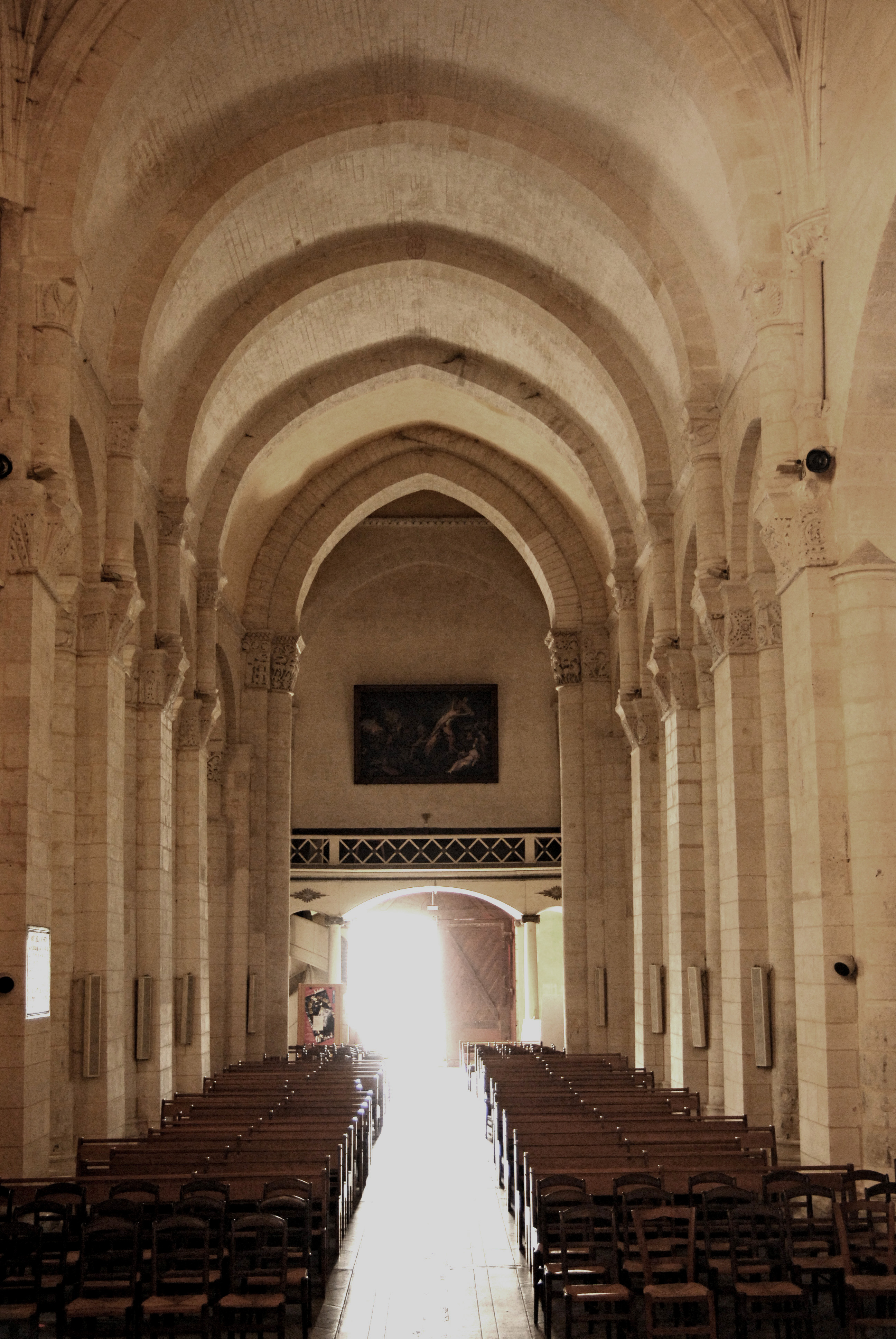
Oberkirche, Mittelschiff nach hinten

Die sehr unterschiedlichen Niveaus der Fußböden der Schiffe und der Unter- und der Oberkirche wurden mit aufwändigen Treppenanlagen überbrückt. Kurz hinter dem Eintritt in die Kirche durch das Hauptportal der ehemalige Fassade befand sich zwischen dem ersten und zweiten Joch in Breite des Mittelschiffs eine erste vermutlich sechsstufige Treppe abwärts. Das erreichte Niveau erstreckt sich über das zweite Joch und in den Seitenschiffen vom ersten bis zum Anfang des fünften Jochs. In Verlängerung der beiden Seitenschiffe stieß man jeweils auf eine fünfzehnstufige Treppe aufwärts, in Breite der Seitenschiffe. Dort kam man auf das Niveau des Querhauses und des Umgangschors. Man kann sich hier die Prozessionen der Pilger über eins der Seitenschiffe, empor zum Allerheiligsten und um den Umgangschor herum, vorbei an den zahlreichen Reliquien vorstellen, die dann auf der gegenüberliegenden Seite wieder abwärts zum Ausgang führten, jedoch nicht ohne vorher die Unterkirche besucht zu haben. Aus den dem dritten und vierten Joch der Seitenschiffe und aus dem zweiten Joch des Mittelschiffs gelangte man über vielleicht fünfstufige Treppen in Breite des Jochs oder des Mittelschiffs auf das Zwischenniveau des Mittelschiffs, von Joch drei bis zum Beginn von Joch fünf. Dort ging es in ganzer Breite des Mittelschiffs etwa zehn Stufen abwärts und man war auf dem Niveau der Unterkirche. Auch dort wird es Prozessionen im Umgangschor der Krypta gegeben haben.
Das heutige Niveau des gepflasterten Vorplatzes auf Höhe des Fußbodens der Oberkirche liegt etwa ein halbes Untergeschoss höher als die Seitenschiffe und Joch zwei des ehemaligen Langhauses.

#### Das Querhaus der Oberkirche
In den heute verbliebenen Rest der romanischen Kirche gelangt man durch die Portale der „modernen“ Fassade im Verlauf der westlichen Querhauswand. Die aufgehenden Vierungswände werden durch leicht angespitzte Bögen mit gestuften Kanten in gleicher Höhe wie die anschließenden Schiffe getragen. Auf der westlichen bis auf das Portal verschlossenen Wand ist der ehemalige Bogen durch einen arkadenartigen Rückversatz der Wandoberfläche markiert. Auf dieser Wand sind die beiden Vierungspfeiler nur in geringen Fragmenten erhalten. Die beiden östlichen Vierungs-Pfeilerbündel sind im Originalzustand erhalten. Sie besitzen einen kreuzförmigen kantigen Kern, auf dessen vier Armen "alte" halbrunde Dienste angebracht sind. Sie werden von Kapitellbündeln mit gleichen Umrissen gekrönt, die von ausladenden kantigen Kämpfern abgedeckt sind.
Die noch ein Stück höher als die Scheitel der Vierungsbögen angeordnete Trompenkuppel ist eine Rekonstruktion des 19. Jahrhunderts. Das trifft auch auf Teile des südlichen Querhausarms zu, der durch ein Rundbogenfenster in der Kopfwand belichtet wird. Der Bogen zwischen der Verlängerung des südlichen Chorumgangs und des Querhausarms und dessen Kapitelle sind geringfügig höher angeordnet, als die der Vierung.

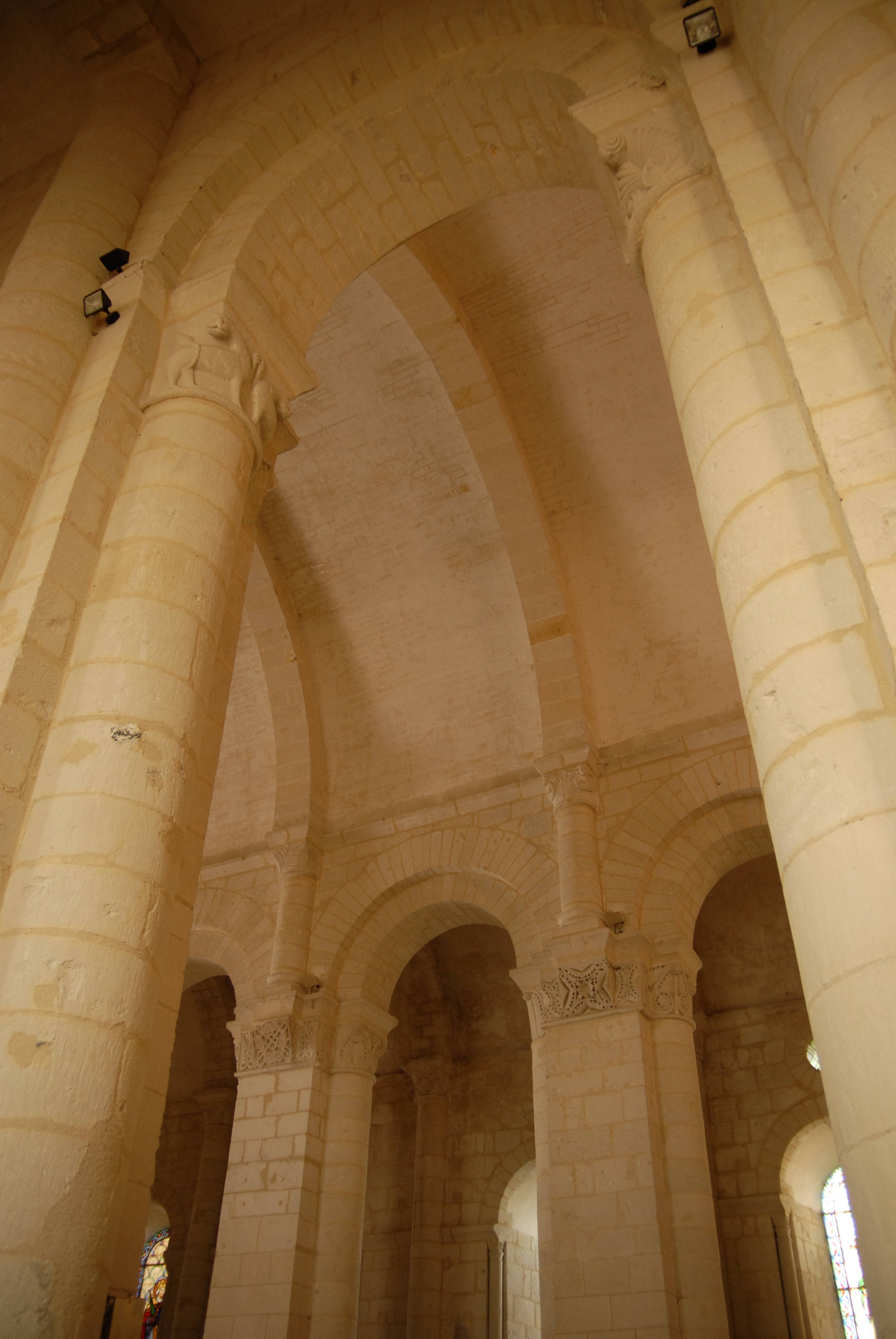
Oberkirche, Tonne des Mittelschiffs durch Scheidbogen

Die romanische Kapelle des südlichen Querhausarms ist über einen stark eingeengten Zugang zu betreten. Der Grundriss besteht aus dem Halbkreis der Apsis und einem kurzen Rechteck. Die Ansätze ihrer Wölbung, aus einer Kalotte und einem Stück Tonne, werden durch ein umlaufendes Kragprofil markiert. Wenige Zentimeter darunter ist eine vierbogige Blendarkatur angeordnet, aus doppelten Rundprofilen auf dreiviertelrunden Säulen. Die Kapitelle und Kämpferprofilierungen sind üppig mit figuraler und pflanzlicher Ornamentik geschmückt. In den beiden mittleren Arkadenfeldern sind etwas kleinere Rundbogenfenster ausgespart mit nach innen aufgeweiteten Gewände. Die beiden äußeren Arkadenfelder bestehen aus dem glatten Mauerwerk der Wände.
Der ehemalige nördliche Querhausarm wurde ersetzt durch das entsprechende Geschoss des spätgotischen Glockenturms. Über einen rechteckigen Vorraum, der zwischen den wuchtigen Pfeilervorlagen des Turms entstanden ist, und über einen spitzbogigen Durchlass kommt man in den zentralen quadratischen Raum des Turms. Auf der Ostseite dieses Raums öffnet sich ein spitzbogiger Durchlass zu einer sechseckigen Kapelle zwischen den östlichen Pfeilervorlagen. Sie wird über drei spitzbogige Fenster mit Maßwerk im Flamboyant-Stil belichtet. Auf der Westseite des Turms gelangt man über eine Tür in das Spindeltreppenhaus zu den oberen Stockwerken des Turms. Die drei Räume des Turms sind mit Kreuzrippengewölben überdeckt.

#### Der ehemalige Umgangschor der Oberkirche

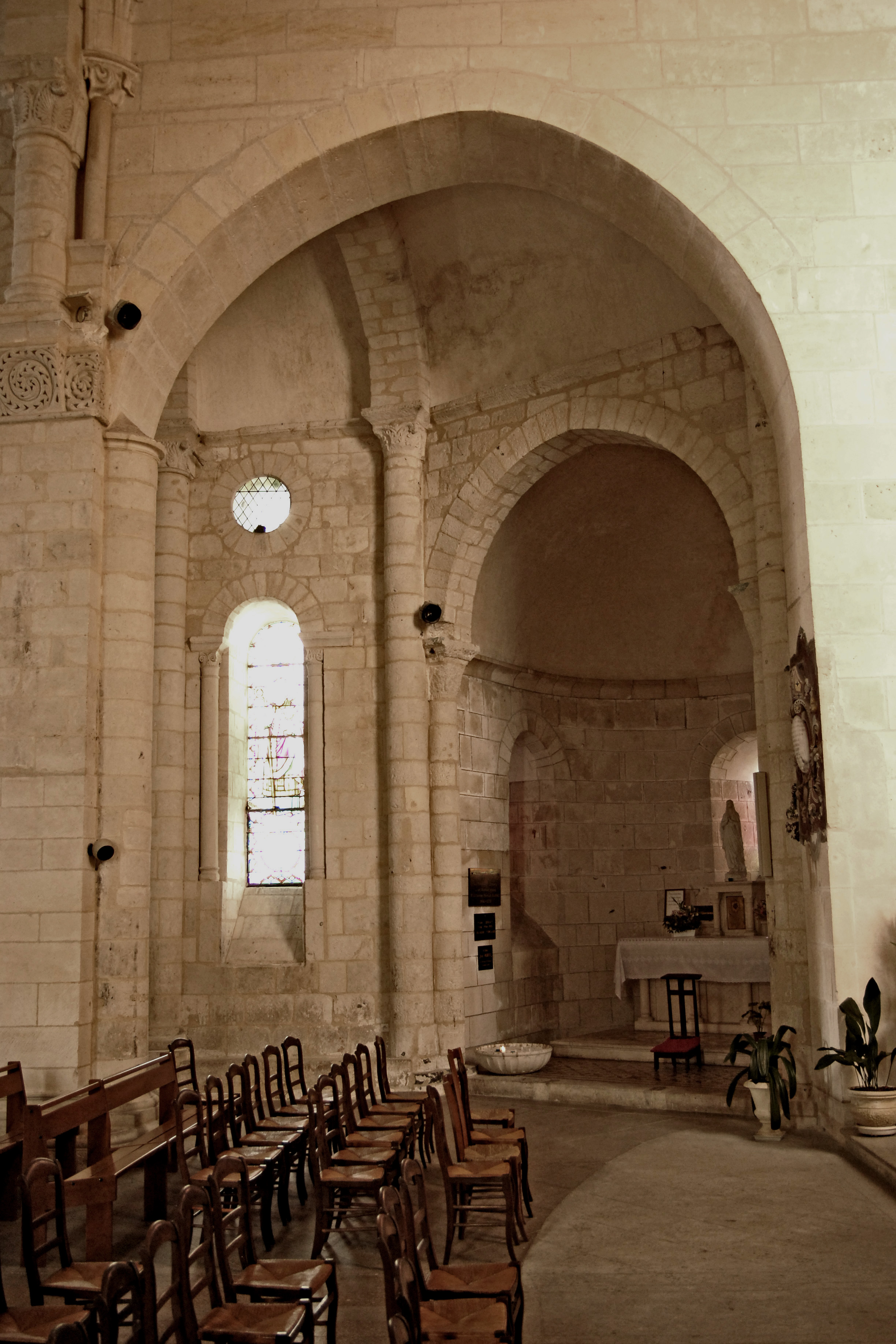
Oberkirche, Ende des nördl. Umgang mit Kapelle

Der ehemalige cluniazensische Umgangschor hat durch die späteren Erweiterung um einen spätgotischen Chor und die damit verbundene Entfernung der Chorapsis und der mittleren Umgangskapelle, seine Funktion als Chor verloren, und wurde so zu einer Verlängerung des ehemaligen Langhauses, über das Querhaus hinweg.
Die Gliederung und Formgebung der konstruktiven Elemente der basilikalen Schiffe und deren Aufriss ist nahezu identisch mit denen des ehemaligen cluniazensischen Langhauses. Es handelt sich im Wesentlichen um die Gewölbe, Gurtbögen, Scheidbögen, Pfeiler, Pfeilervorlagen, Dienste, Kapitelle, Kämpfer und deren Verlängerung mit Kragprofilen (siehe entsprechenden Abschnitt weiter oben). Allerdings sind die Dimensionen und Proportionen der statisch relevanten Bauelemente kleiner, verursacht durch die wesentlich geringeren Höhen der Wände und Stützen und durch die verringerten Breiten der Joche. Die Schiffe sind in fünf Joche unterteilt, die etwa halb so breit sind, wie die des ehemaligen Langhauses.
Auf den Außenwänden der Umgänge gibt es keine Blendarkaden zwischen den Diensten. Die schlanken rundbogigen Fensteröffnungen kommen wegen der geringeren Höhe der Umgänge gegenüber dem Langhaus, dem Fußboden sehr viel näher. Die Gewände sind nur schwach aufgeweitet. Die Fensterbänke sind in Breite der Fensteröffnungen steil nach unten abgeschrägt. Die Öffnungen sind mit etwas Abstand von einstufigen Archivolten umgeben. Deren Bögen bestehen aus wandbündigen Keilsteinen, die auf Rundsäulen mit Kapitellen, Kämpfern und Basen in Gewänderücksprüngen stehen, die unten auf Höhe der Unterkante der Fensteröffnung abschließen. Die Kapitelle sind skulptiert, die Kämpferprofile reichen bis gegen die konstruktiven Dienste der Wände. Zwischen dem Keilsteinscheitel des Archivoltenbogens eines jeden Fensters und dem Kragprofil am Wölbungsansatz ist ein „Ochsenauge“ angeordnet.

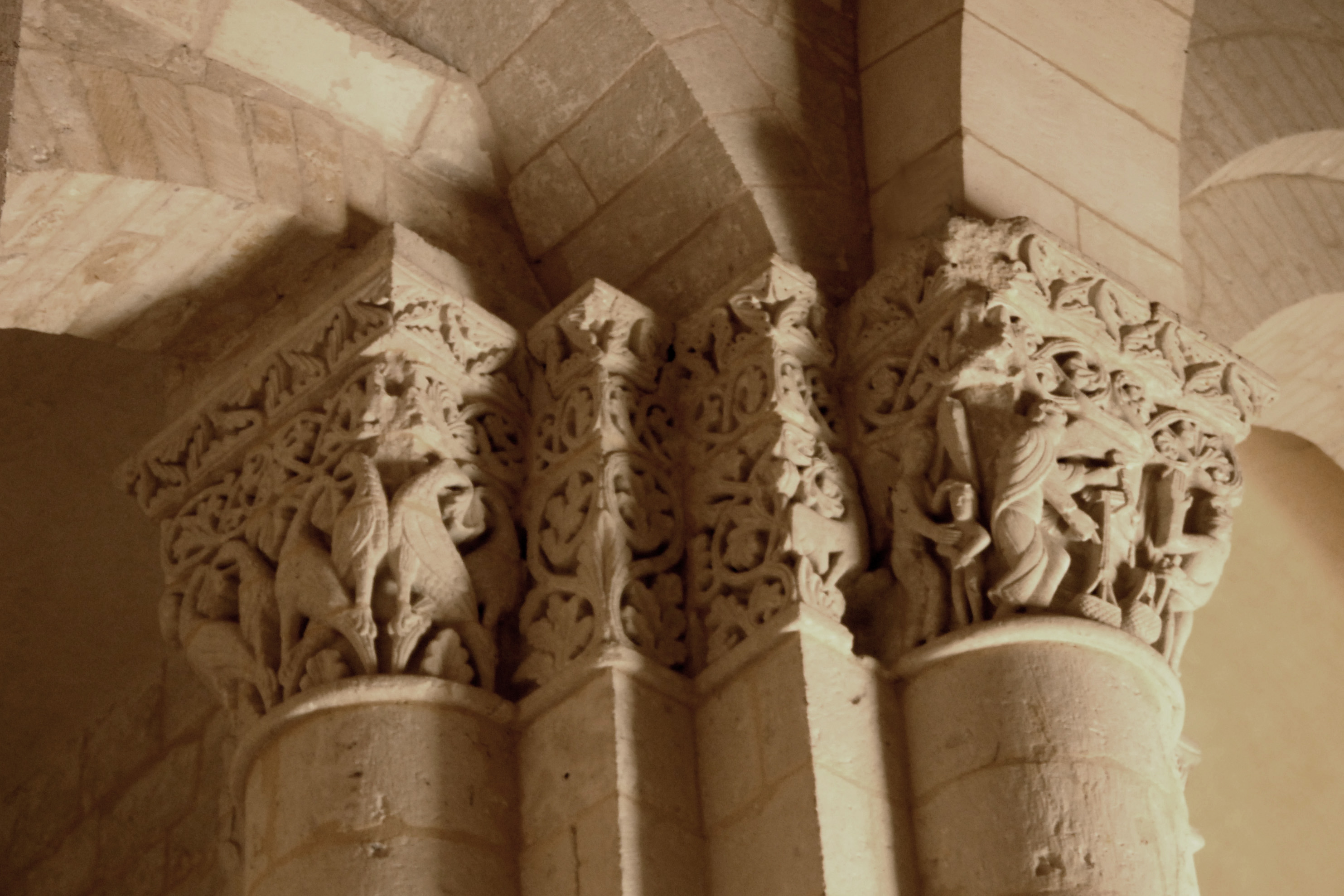
Oberkirche, Kapitellbündel Vierung, rechts Seelenwägung

Die beiden nach Südosten und Nordosten weisenden Kapellen sind Überreste des ehemaligen Kapellenkranzes und öffnen sich jeweils mit einem Rundbogen auf halbrunden Diensten, mit schlichten Kapitellen, profilierten Kämpfern und Basen. Ihr Halbkuppelgewölbe geht in ein kurzes Stück Tonne über und wird von den Wänden darunter mit einem Kragprofil getrennt.
Die drei Rundbogenfenster besitzen nach innen aufgeweitete Gewände und keinen weiteren Schmuck.
In Verlängerung der Wände des „Mittelschiffs“ nach Osten entstand im 14./15. Jahrhundert ein neues fast quadratisches Joch, das zu den vor den Kapellen endenden ehemaligen Umgängen mit neuen Wänden abgeschlossen worden ist, die von leicht angespitzten Scheidbögen getragen werden. Inmitten dieses Jochs befand sich vormals die Chorapsis und die vier sie tragenden kreuzförmigen Pfeiler. Das Joch wird von einem achtteiligen Kreuzrippengewölbe überdeckt.

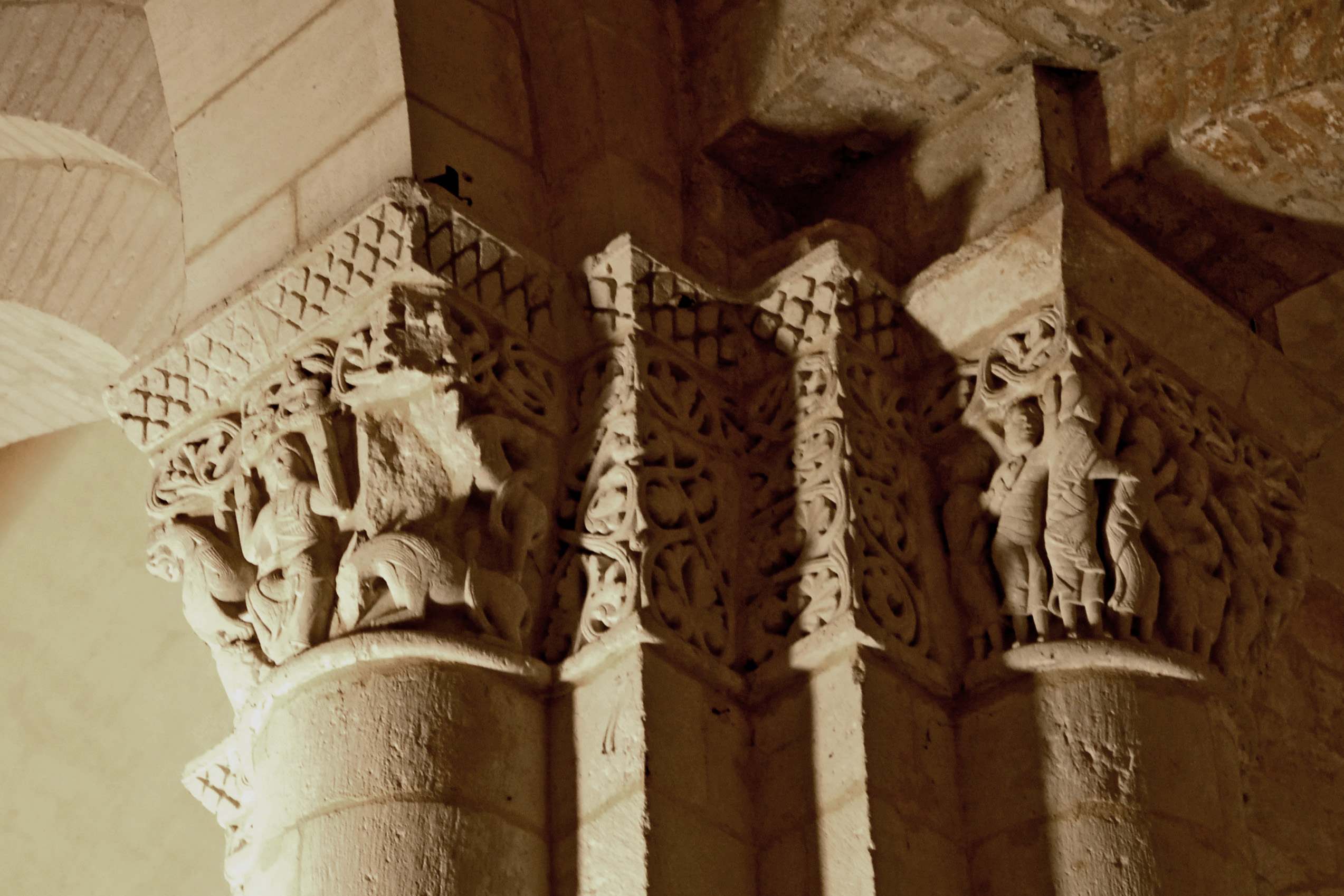
Oberkirche, Kapitellbündel Vierung, rechts König von Babylon

In gleicher Breite schließt sich der gotische Chor nach Osten hin an, zunächst mit einem fast quadratischen Joch, das dann von einer Apsis mit sechs Ecken abgeschlossen wird. Die seitlichen Spitzbogenfenster im Chorjoch sind die größten der ganzen Kirche. Zwischen den Ecken der Apsis sind kleinere spitzbogige Fenster untergebracht. Alle Fenster des Chors sind mit spätgotischem Maßwerk im Flamboyant-Stil ausgestattet. Das Chorjoch und seine Apsis werden mit Kreuzrippengewölben überdeckt, mit kräftigen profilierten Rippen, die an den Wänden und in den Apsisecken in halbrunde Dienste übergehen, auf denen das schmale Profil der Rippenunterseite weitergeführt wird. Die Anschlüsse der Gewölbe an den Wänden sind mit angespitzten Arkadenbögen verkleidet, deren Profil den Rippen der Gewölbe ähnelt. Diese Arkadenbögen gehen dann ebenso wie die Rippen in die Dienste über, inklusiver der Weiterführung des schmalen Profilteils.

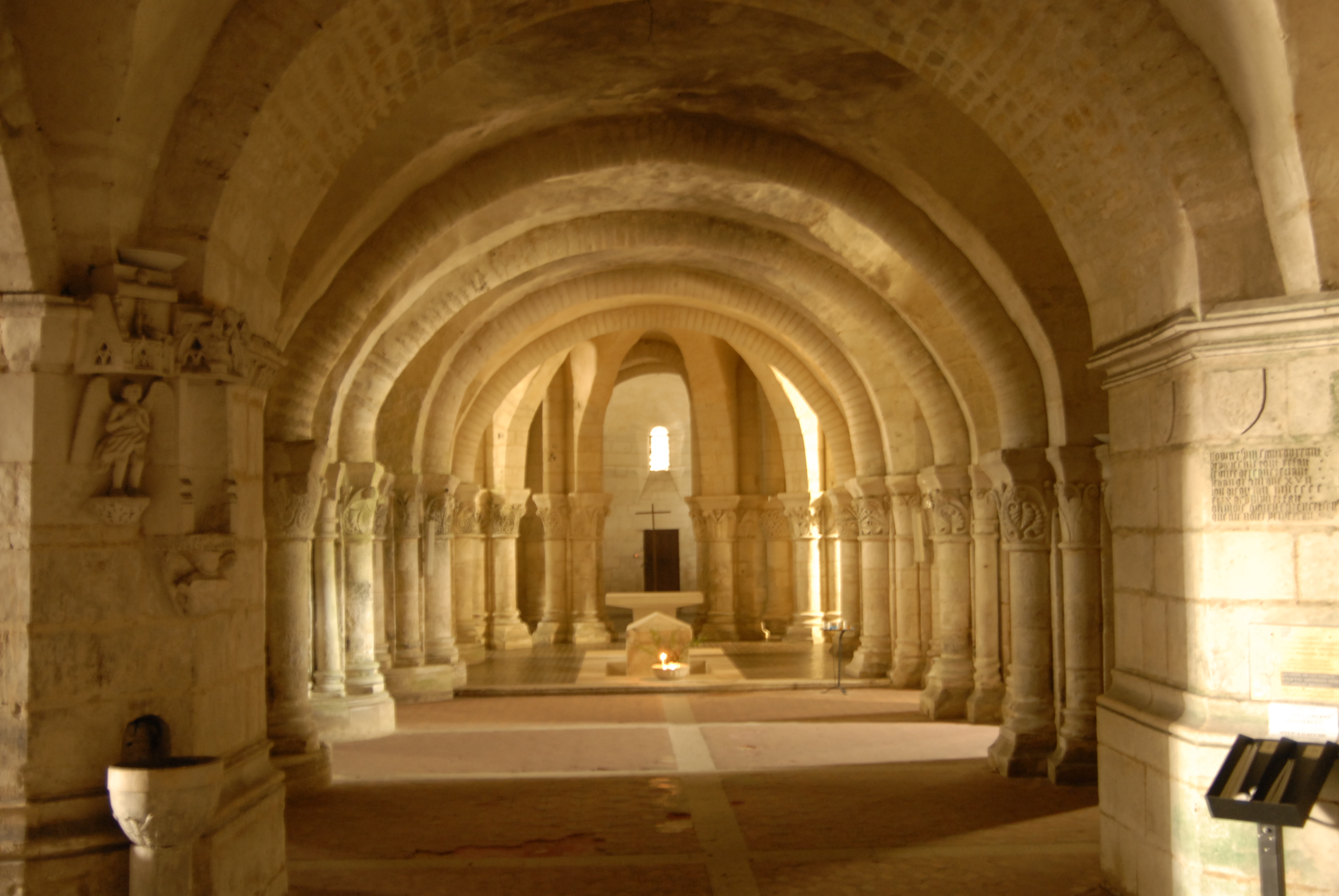
Krypta, Umgangschor mit Sarkophag

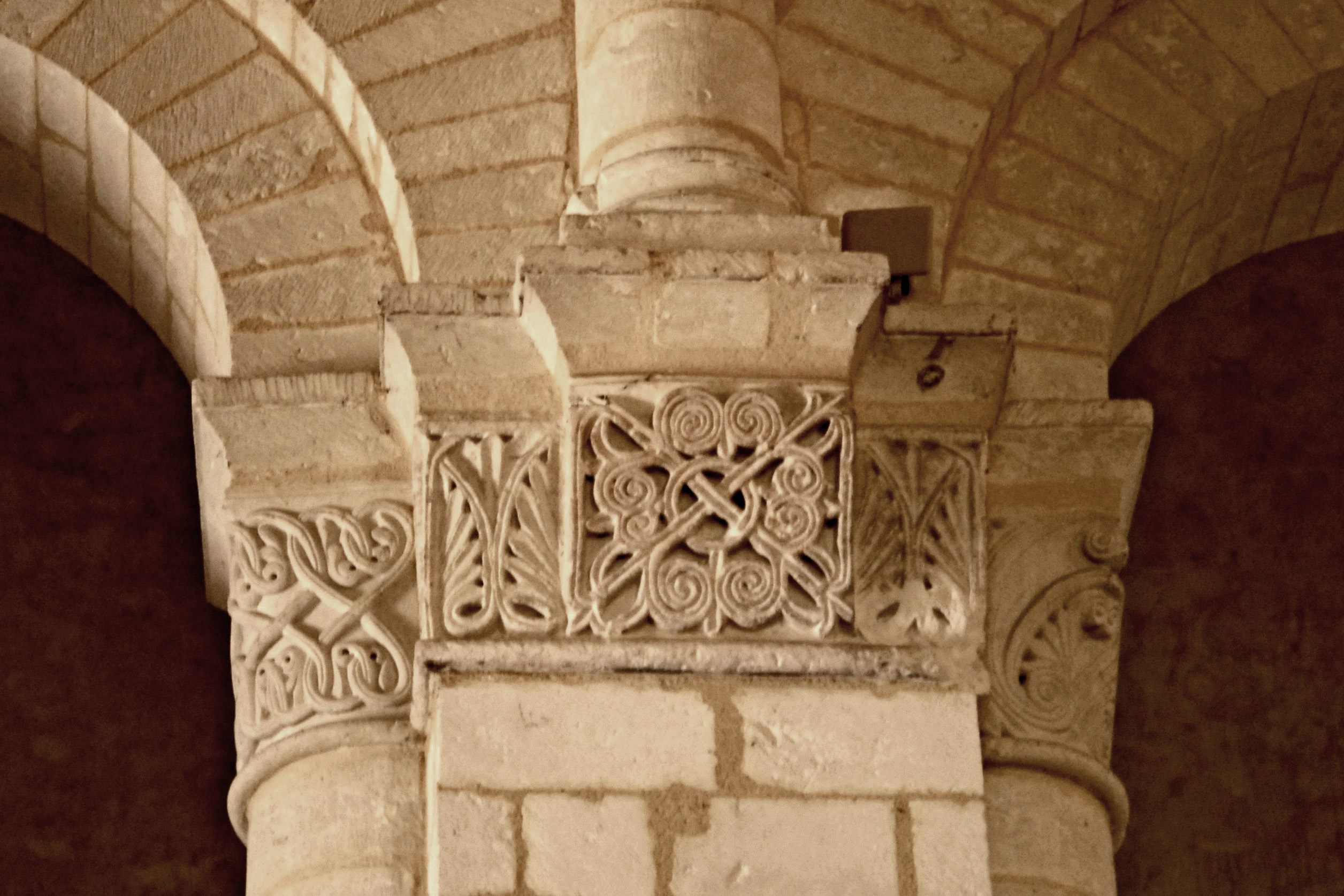
Saint-Eutrope, Oberkirche, Kapitelle Umgangschor
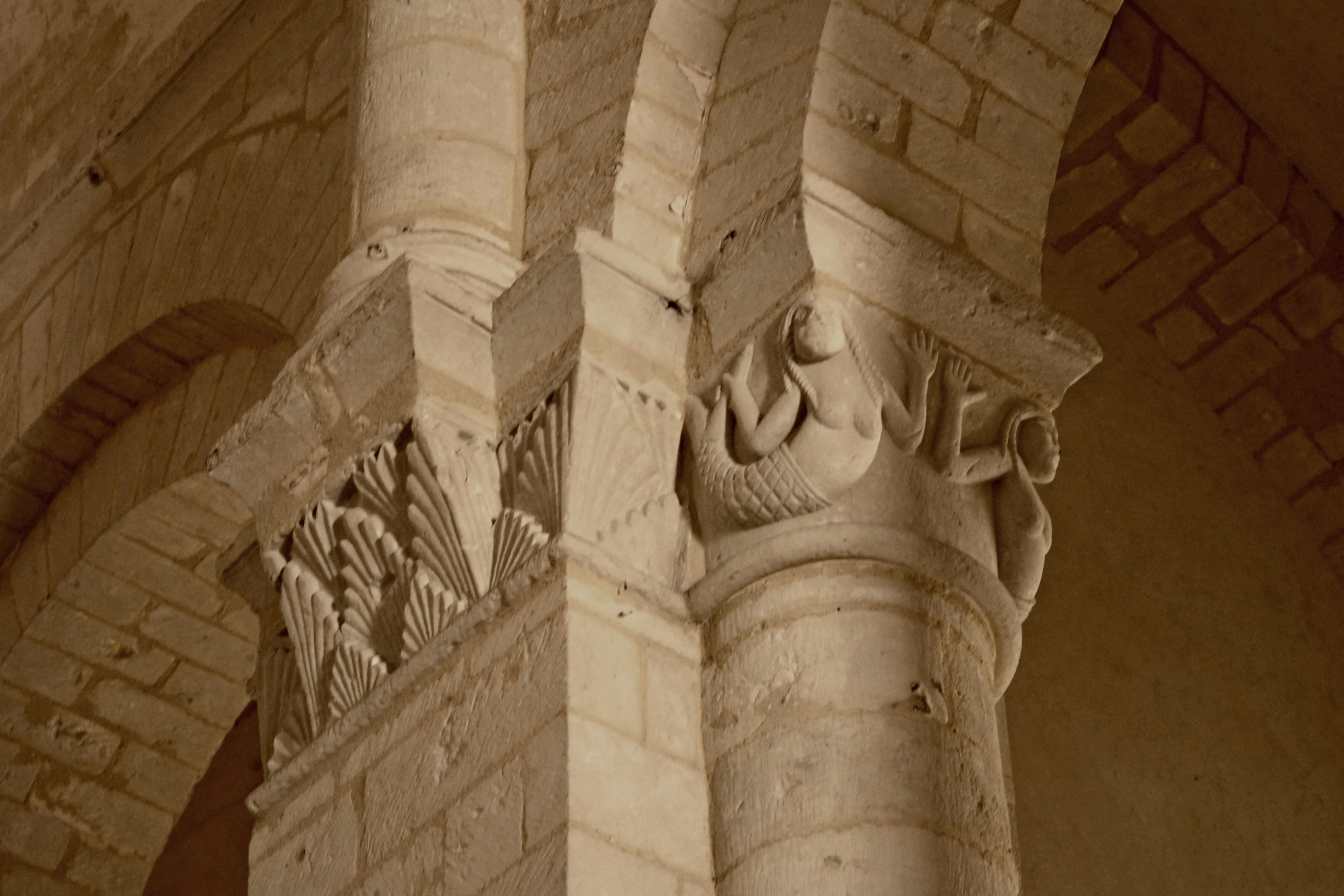
Saint-Eutrope, Oberkirche, Kapitelle Umgangschor, Sirenen
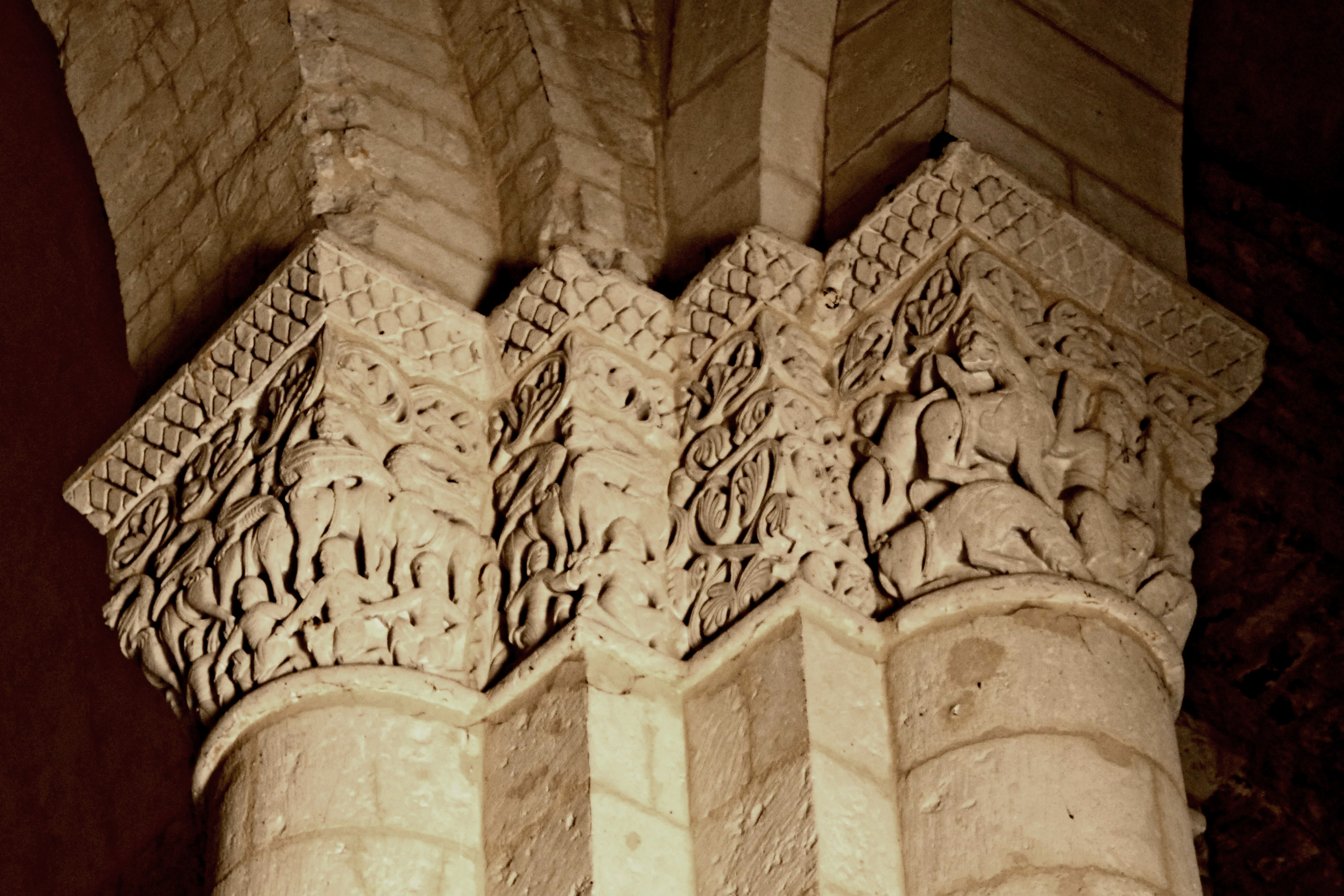
Saint-Eutrope, Oberkirche, Kapitellbünder Vierungspfeiler, rechts Daniel

#### Krypta

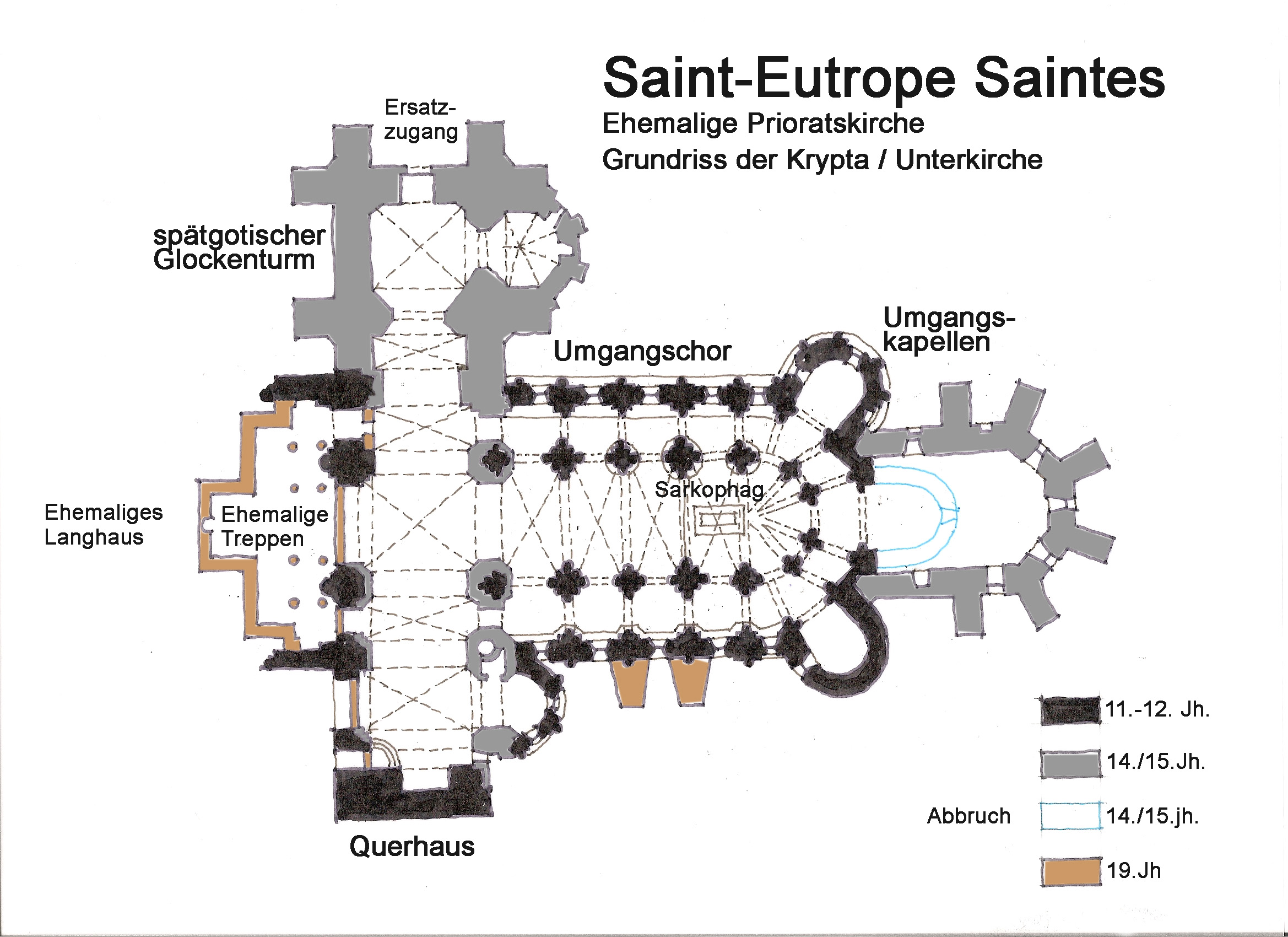
Grundrissskizze Krypta / Unterkirche

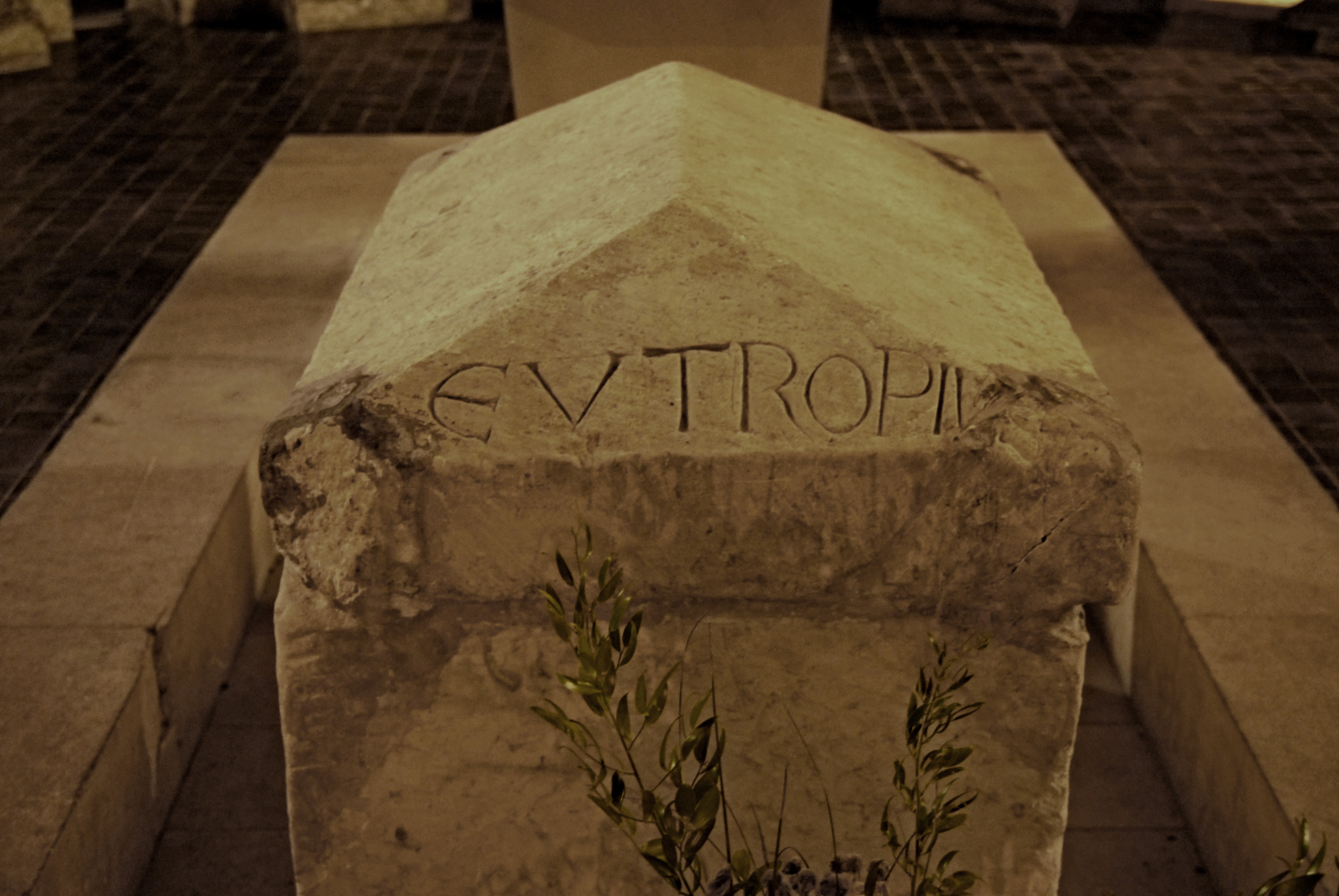
Saint-Eutrope, Krypta, Sarkophag des hl. Eutropius

Mit der Errichtung der Krypta, die wegen ihrer Größe und ihrer Höhenlage gegenüber dem anschließenden Gelände auch als Unterkirche bezeichnet wird, begannen in den achtziger Jahren des 11. Jahrhunderts die Bauarbeiten an dem großen Projekt. Die Krypta reichte ursprünglich bis unter den Umgangschor mit Kapellen und Querhauses. Mit Erweiterung der Oberkirche um einen spätgotischen Choranbau und mit fast gleichzeitiger Errichtung des großen Turms hat man auch im Untergeschoss die entsprechenden Umbauten und Erweiterungen durchgeführt. Im Gegensatz zur Oberkirche wurde aber der Umgangschor funktionstüchtig erhalten und nur die zentrale Umgangskapelle gegen eine größere ausgewechselt.

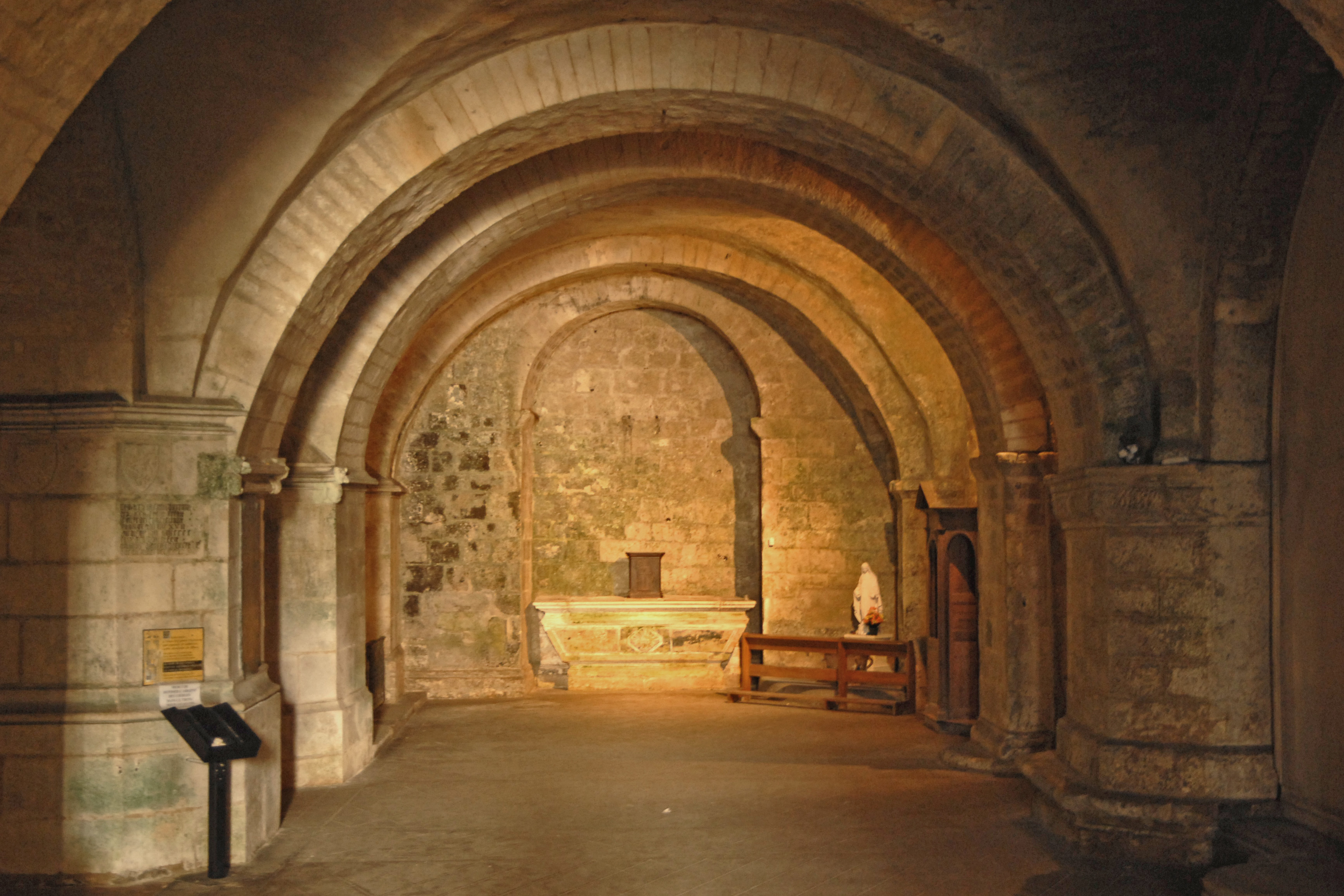
Krypta, Querhaus nach Süden

Die Unterkirche betritt man über einen Seiteneingang auf der Nordseite des Turmuntergeschosses, mit einem nahezu gleichen Grundriss wie im Obergeschoss. Dahinter führt eine schiefe Ebene hinunter auf das Bodenniveau der Krypta. Dieser provisorisch anmutende Zugang ist infolge des Abbruchs des ehemaligen Langhauses und dem folgenden Verschluss des Querhauses entstanden.

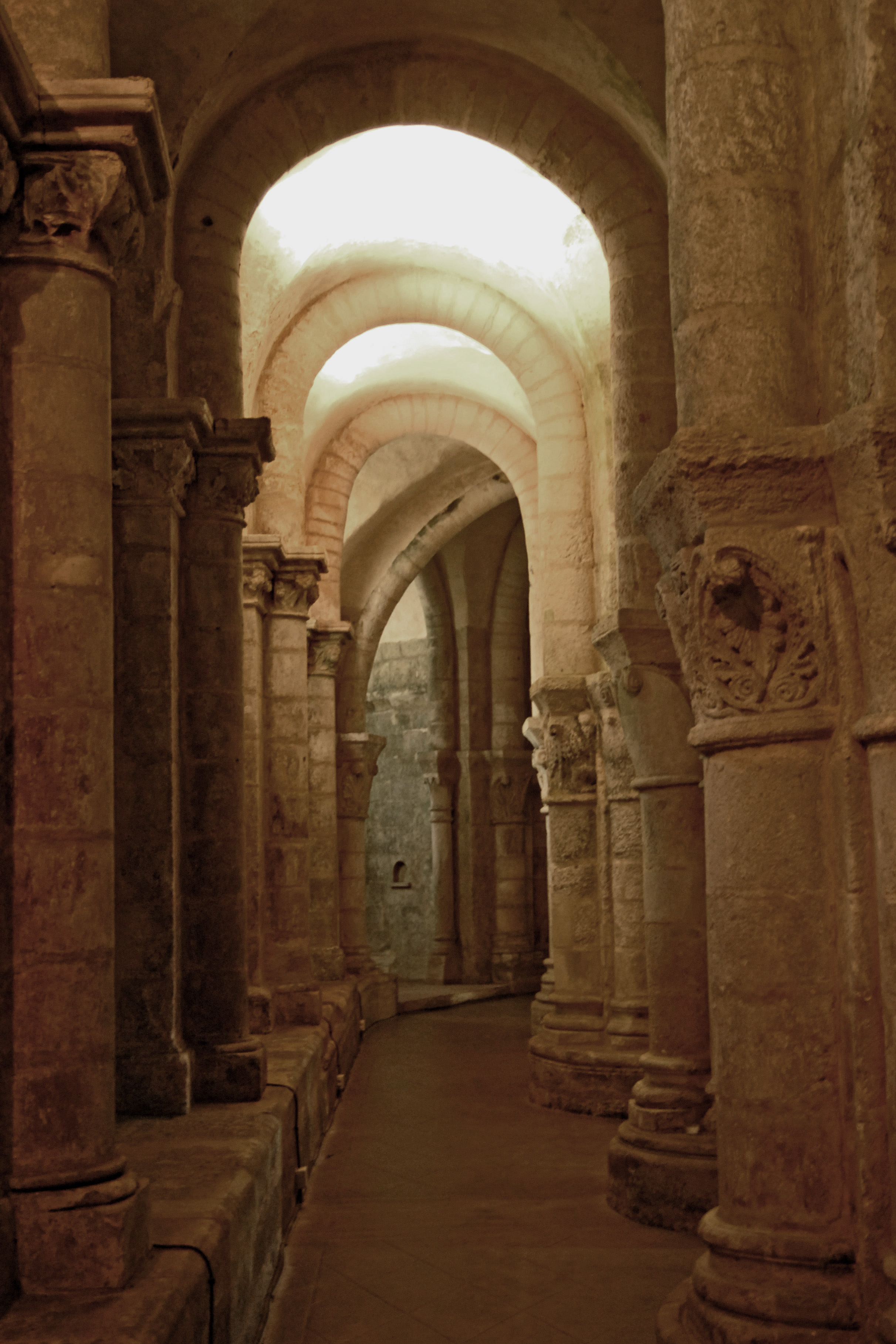
Krypta, nördl. Umgang

Das Querhaus der Unterkirche ist, abgesehen vom Turmanbau, mit Kreuzgratgewölben überdeckt die von gewaltigen Gurtbögen unterstützt werden. Nach einer Grundrisszeichnung der Unterkirche wurden fast sämtliche Pfeiler und Wandstücke des Ostseite des Querhauses vermutlich schon in der Spätgotik beträchtlich verstärkt. Das könnte auch auf die Gurtbögen und Teile des Gewölbes zutreffen. Die ehemaligen Öffnungen in der Westwand des Querschiffs sind auch im 19. Jahrhundert vermauert worden. Über eine Tür gelangt man in Hohlräume, die beim Verschluss der ehemaligen Treppenanlagen verblieben sind. In der Frontwand des südlichen Querhausarms gibt es eine große rundbogige Nische. Gleich daneben in der südwestlichen Ecke führen drei Stufen zu einer Tür, über die man vermutlich einmal zu den dort angebauten Konventsgebäuden oder zum Kreuzgang hinaufsteigen konnte. Auf der Gegenseite ist die Querhauskapelle zu finden, die von zwei kleinen Fenstern natürliches Licht erhält.
Auf fast die gleiche Wuchtigkeit und Gedrungenheit der Bauglieder stößt man auch im Umgangschor vor allem betont durch die niedrige Höhenlage der Kapitelle, die dem Gesichtsfeld des Betrachters sehr nahe kommen. Die Pfeilerbündel des Chors haben einen quadratischen Kern, dem auf allen vier Seiten dreiviertelkreisförmige "ältere" Dienste vorgelagert sind, die jeweils von "jüngeren" Diensten begleitet werden. Den zu den Umgängen weisenden Diensten gegenüber findet man die gleichen, allerdings wesentlich höher reichenden Dienste, die auf breiteren rechtwinkligen Pfeilervorlagen angebracht sind. Die Pfeilerbündel der Chorapsis sind deutlich kleiner als die an den Seiten des Umgangschors. Sie besitzen einen quadratischen Kern mit vier dreiviertelrunden Diensten, zwischen denen die Kanten des Kerns geringfügig herausragen.

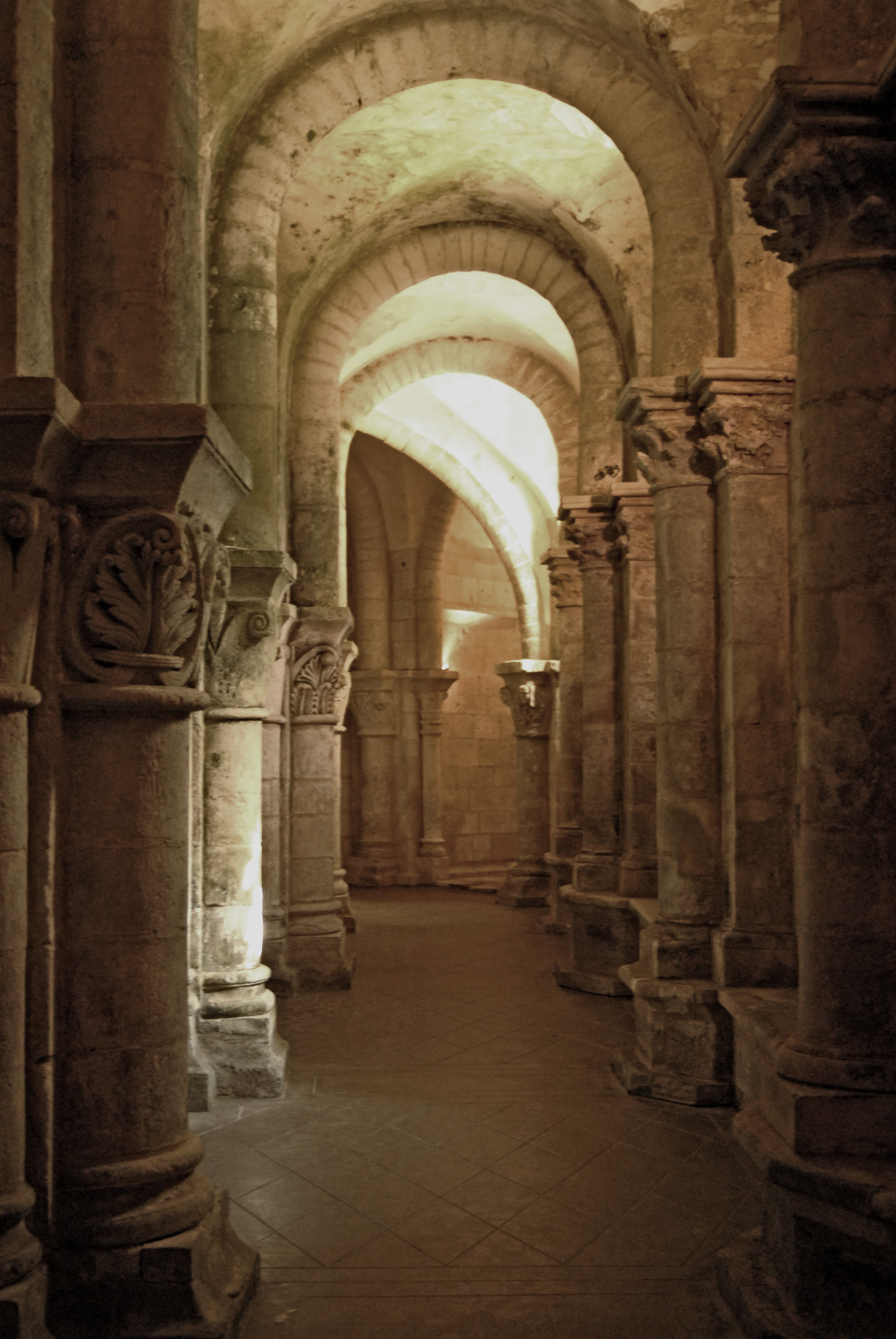
Krypta, südl. Umgang

Die südlichen Pfeilerbündel des Chors stehen mit ihren profilierten Basen auf circa 20 bis 30 cm hohen profilierten, aber im Grundriss rechtwinkligen Sockeln, deren Umrisse etwas größer sind als die Pfeilerbündelund deren Konturen folgen. Die Basen der nördlichen Pfeilerbündel stehen auf etwa gleich hohen, kreisrunden scheibenförmigen Sockeln, mit profilierten Kanten, deren Umfang die Pfeilerbündel geringfügig überschreitet. An der Außenwand des nördlichen Umgangs stehen die Vorlagen mit ihren Diensten auf einem circa 50 cm hohen über die ganze Wand durchlaufenden Sockel mit abgerundeter Kante. Vermutlich bot man damit den Besuchern Sitzgelegenheiten an. Bei der gegenüber liegenden südlichen Außenwand ist die Sitzbank zwischen den Vorlagen schmaler und tritt an den Vorlagen aus der Flucht hervor. Die Übergänge der Vorsprünge sind abgeschrägt. Die Bank ist abgedeckt mit einer auskragenden Platte. Einige runde Basen der Vorlagen sind mit rechtwinkligen circa 20 cm hohen Plinthen unterlegt.
Die Einwölbung des romanischen Chors besteht aus leicht angespitzten halbrunden Gurtbögen und Kreuzgratgewölben. Im Bereich der Chorapsis ragen von den Kapitellen der Pfeilerbündel vier viertelkreisförmige Bögen mit rechtwinkligen Unterseiten auf, bis sie sich im Scheitel des letzten Gurtbogens des romanischen Chors in einem Punkt treffen. Die Keilsteine dieser Bögen sind durch Aufmauerungen in gleicher Breite bis unter die Gewölbezwickel in Höhe der Kreuzgratgewölbe geführt.
Die Tonnen der Umgänge ruhen auf kräftigen im Querschnitt dreiviertelkreisförmigen Gurtbögen. Es handelt sich hier um gestelzte halbkreisförmige Bögen, die nach unten hin senkrecht auf den seitlichen Wänden und Pfeilern bis auf die ungleich hohen Kapitelle verlängert sind. Die genau so hohen Scheidbögen (zwischen Chor und Umgang) sind ebensolche gestelzte Halbkreisbögen mit Dreiviertelkreis-Querschnitt, die allerdings auf zwei gleich hohen Kapitellen aufstehen. Das gilt auch für die sehr schmalen Scheidbögen zwischen Chorapsis und Umgang. Im halbkreisförmigen Teil des Chorumgangs musste in zwei Fällen von den halbkreisförmigen gestelzten Bögen abgewichen werden. Für die beiden ersten Bögen des halbrunden Umgangs gibt es auf der Innenseite kein Auflager auf Pfeilerkapitellen. Man hat sich damit beholfen, dort einen asymmetrischen Viertelkreisbogen einzuziehen, der sich an der Chorapsis gegen einen Scheidbogen abstützt.
Mit zwei mal sechs schlichten, rundbogigen Fenstern in den Außenwänden der Umgänge wird die Unterkirche belichtet. Deren Gewände sind nach innen aufgeweitet, die Fensterbänke steil nach unten abgeschrägt.
Die Grundrisse der beiden noch erhaltenen romanischen Umgangskapellen bestehen jeweils aus der halbkreisförmigen Apsis und einem kurzen rechteckigen Teilstück, und sie sind dementsprechend mit einer Kalotte und einem angeschlossenen Stück Tonne überwölbt. Ihre Zugänge aus dem Umgang sind eingerahmt mit überhöhten, stärker angespitzten Bögen mit Dreiviertelkreis-Querschnitten auf Diensten in der gleichen Ausrüstung wie bei denen in den Umgängen. Von den ehemaligen drei kleinen rundbogigen Fenstern mit nach innen stark aufgeweiteten Gewänden ist nur noch je eins geöffnet.
Fast alle Pfeilerbündel und einzelne Dienste der romanischen Unterkirche sind mit archaisch anmutenden Kapitellen gekrönt, die von weit ausladenden und besonders dicken Kämpfern abgedeckt werden. Die Kapitelle sind gerade einmal doppelt so hoch, wie die Kämpfer dick sind. Die sicher einmal vorhandenen Kapitelle im Querhaus, vor allem unter der Vierung, sind durch nachträgliche Umbauten und Verstärkungen verschwunden.
In der Mitte des letzten Jochs vor der Chorapsis steht in einer circa 30 cm tiefen Bodenaussparung der schmucklose Sarkophag mit der Aufschrift EUTROPIUS.

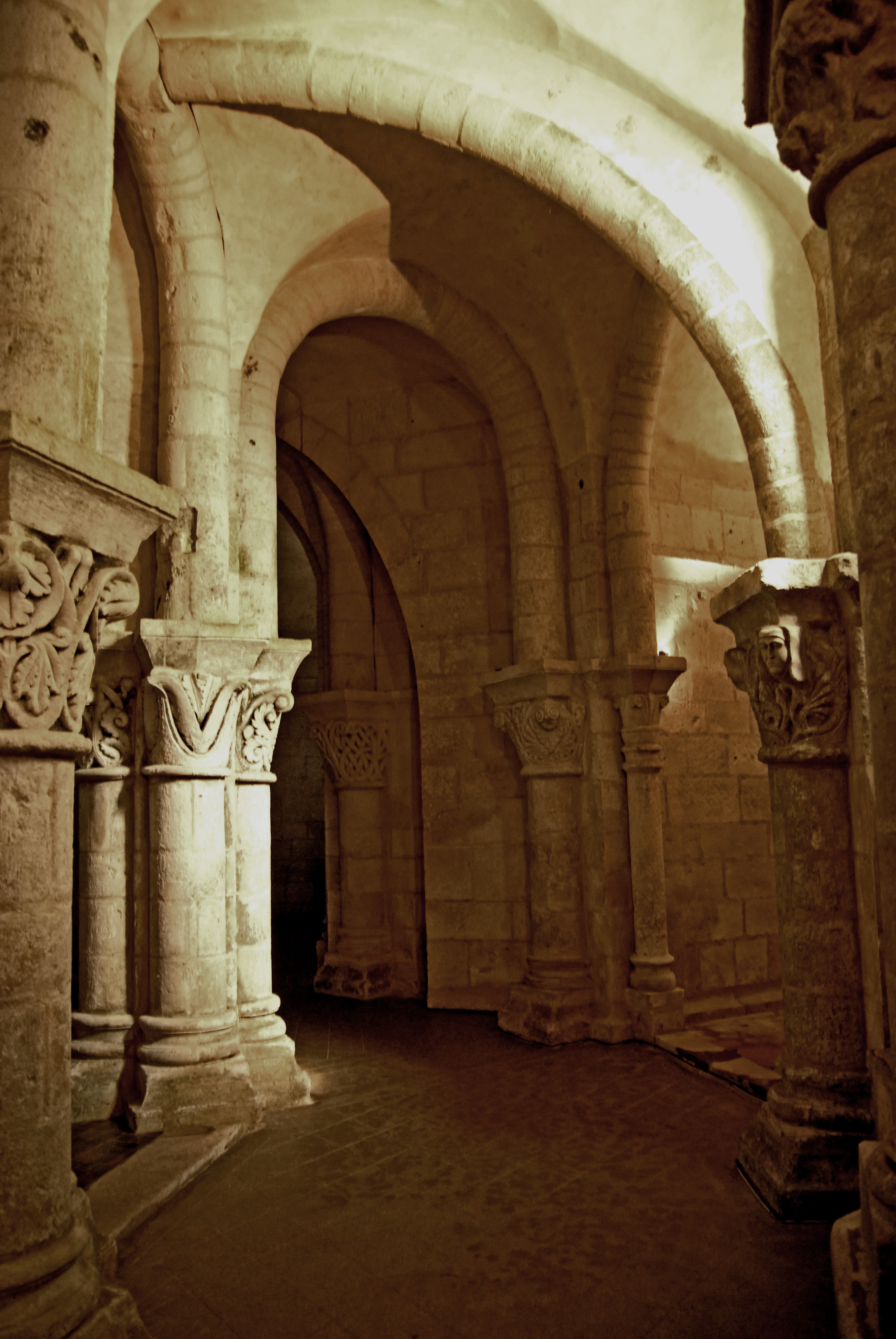
Krypta, halber Bogen an Chorapsis gelehnt
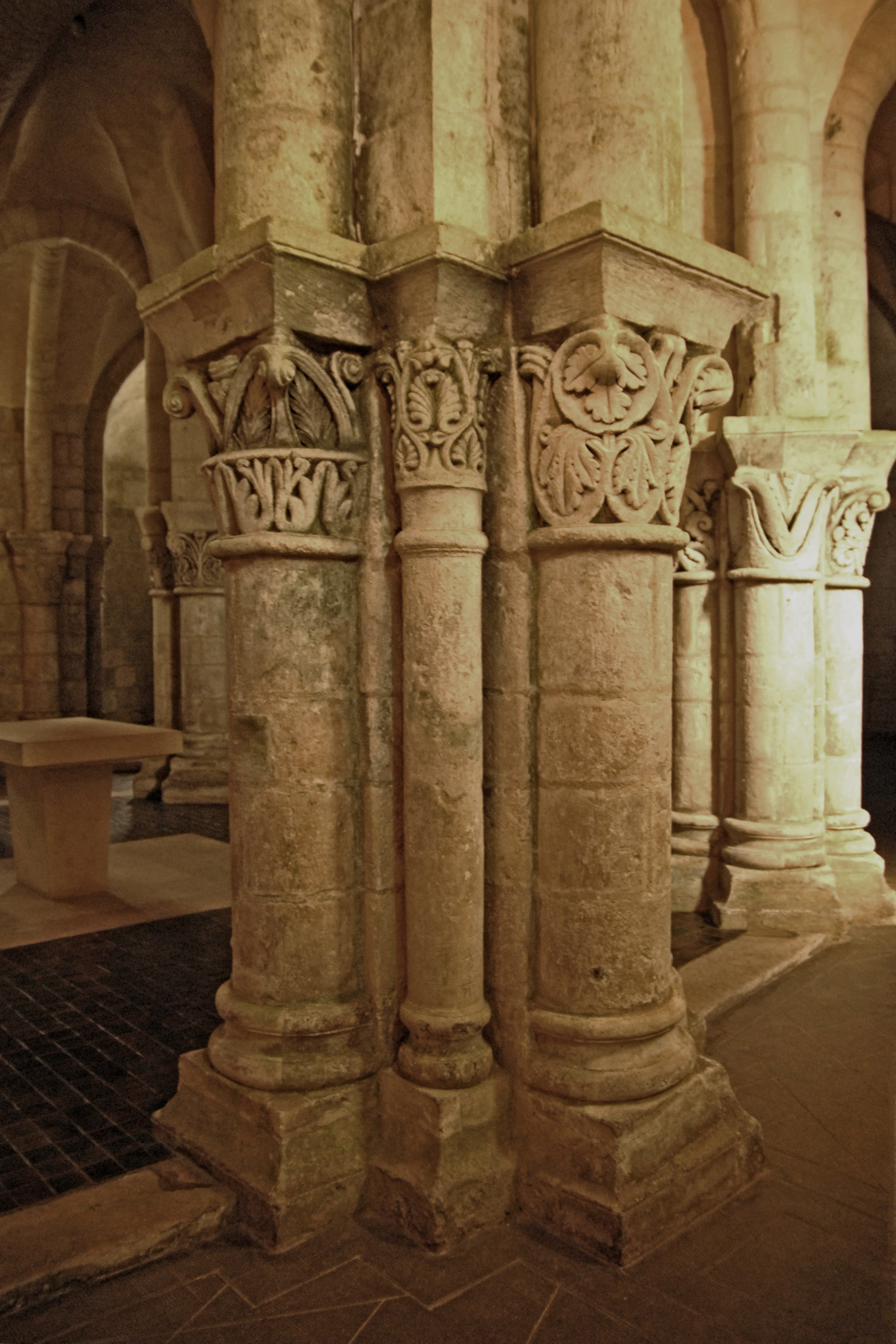
Krypta, Pfeilerbündel Chorapsis
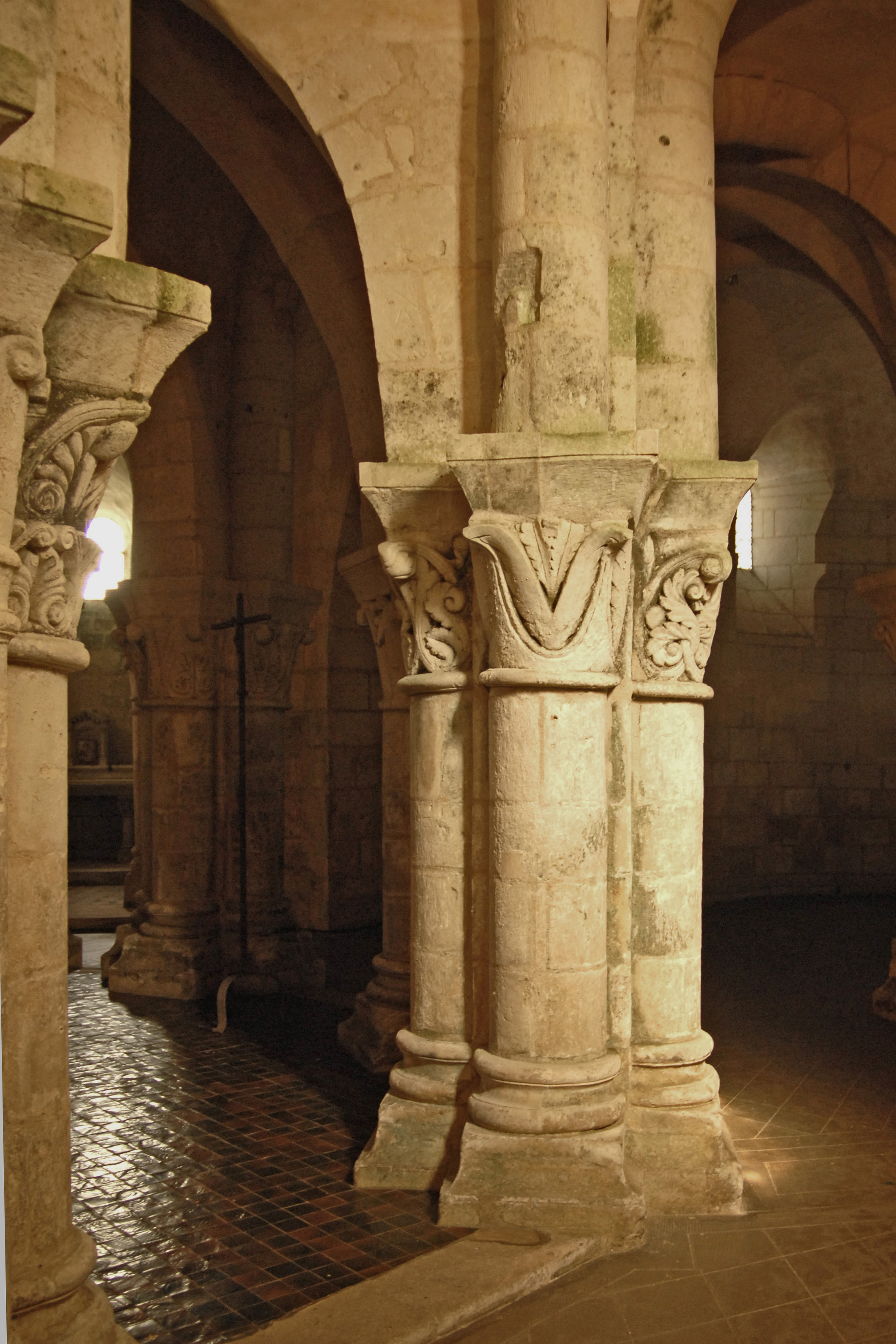
Krypta, Pfeilerbündel Chorapsis
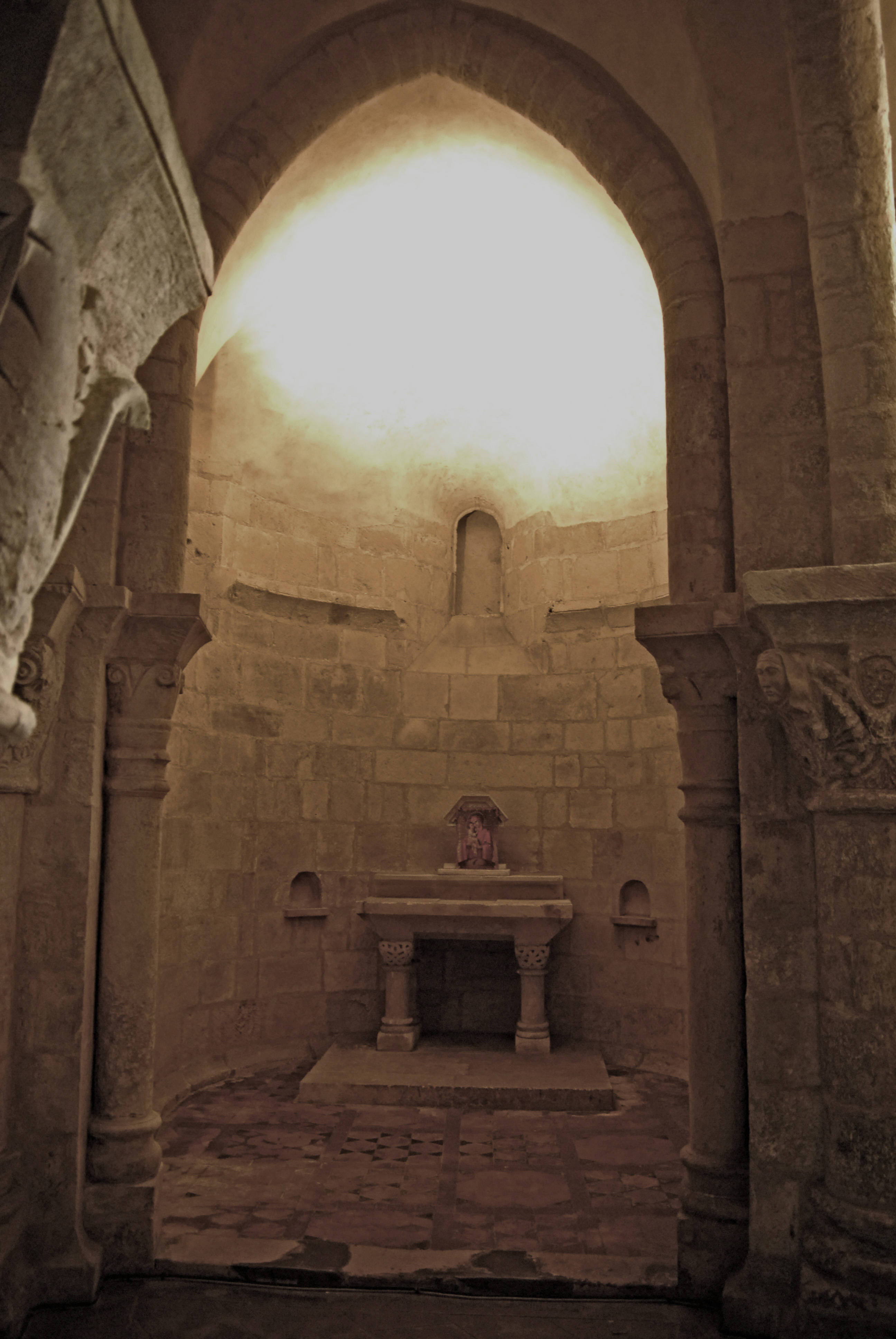
Krypta, Umgangskapelle

#### Die Skulptur der Kapitelle
Die Kapitelle und Kapitellbündel der Unterkirche sind fast alle in den achtziger Jahren des 11. Jahrhunderts bildnerisch gestaltet worden, in der Frühzeit der romanischen Skulptur in der Saintonge. Sie stehen auf Rundsäulen und leiten über zu den rechtwinkligen Kämpfern. Die überwiegend grobe Skulptur stellt ausschließlich Blatt- und Knospenornamente dar. In einigen Fällen weisen schlichte, kaum strukturierte Kapitellkörper nur an ihren oberen Ecken sprießende und sich einrollende Blattspitzen auf. Andere Ornamente sind feingliedrig ziseliert ausgearbeitet. Die Profilierung der Kämpfer besteht etwa zu drei Viertel ihrer Höhe aus einer breiten Hohlkehle, die ein schmales, kantiges und weit ausladendes Profil unterstützt.
Die Kapitelle und Kapitellbündel der Oberkirche weisen zwei unterschiedliche Stilrichtungen auf. Man unterscheidet im Wesentlichen die Kapitelle des romanischen Umgangschores, die aus dem frühen 12. Jahrhundert stammen, von denen im Querhaus, vor allem in der Vierung, die in der Zeit um 1130 entstanden sind. Die erste Gruppe weist zwar noch Ähnlichkeiten mit der einfacheren Skulptur der Unterkirchen auf, wirken jedoch weiterentwickelt, etwa großzügiger und eleganter, insbesondere in der Ausformung der Details. Es gibt dort fast nur pflanzliche Ornamentik, in wenigen Fällen findet man auch figurale Skulptur, wie die Darstellung von Löwen, geflügelten Vierbeinern und von Sirenen.
Die Kämpferprofilierungen entsprechen denen der Kapitelle der Unterkirche.
Die zweite Gruppe der Kapitelle im Querhaus sind etwa 25 Jahre später entstanden, als die des Umgangschors, und weisen keinerlei vergleichbare Skulpturelemente auf. Sie markiert die Blütezeit der romanischen Skulptur in der Saintonge. Die einzelnen Figuren verschmelzen mit der sie umgebenden dichten ornamentalen Vegetation und werden damit selbst zum Ornament. Die Kämpfer sind ebenso aufwändig pflanzlich ornamentiert wie die Kapitelle.
Es sind unter anderen folgende Szenen und Motive zu erkennen:
- Die Seelenwägung durch den Erzengel Michael, die der Teufel durch Niederdrücken einer Waagschale mit einem Knüppel zu verfälschen versucht.
- Daniel in der Löwengrube, mit zum Gebet erhobenen Händen.
- Der König von Babylon, sitzt auf einem Thron und wird von ihn anflehenden Menschen umringt.
- Eine Gruppe von gebückten Menschen, die jeweils mit einem Knie den Boden berühren, trägt Löwen auf den Schultern, auf denen wiederum große Vögel hocken, die versuchen, die Löwen in die Köpfe zu beißen.
- Etliche Löwen tragen große Vögel, die versuchen sich gegenseitig zu beißen.

Die Qualität der Skulpturen dieser Kapitellbündel kann zur besten dieses Bauwerks und der Region gerechnet werden.

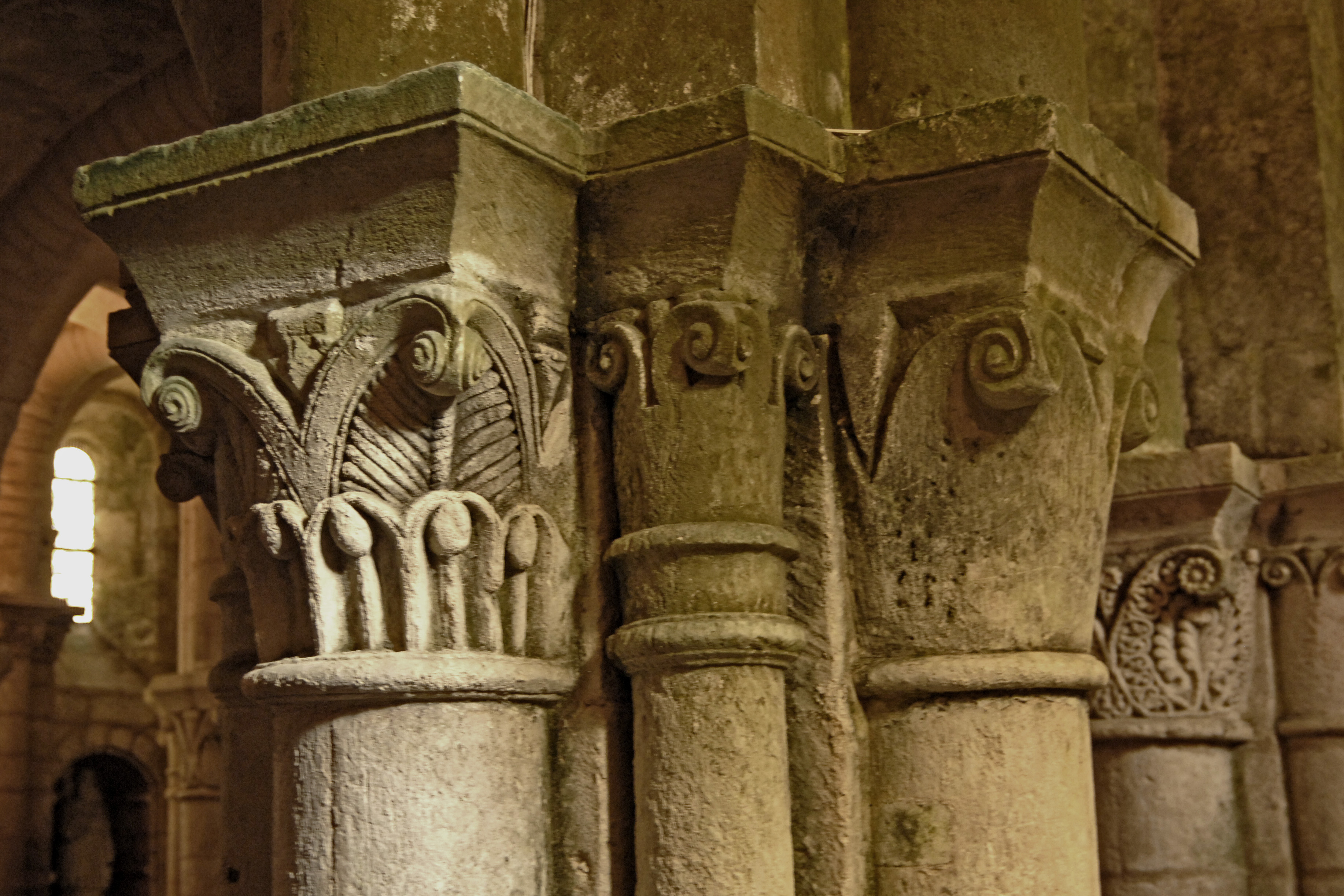
Krypta, Kapitellbündel
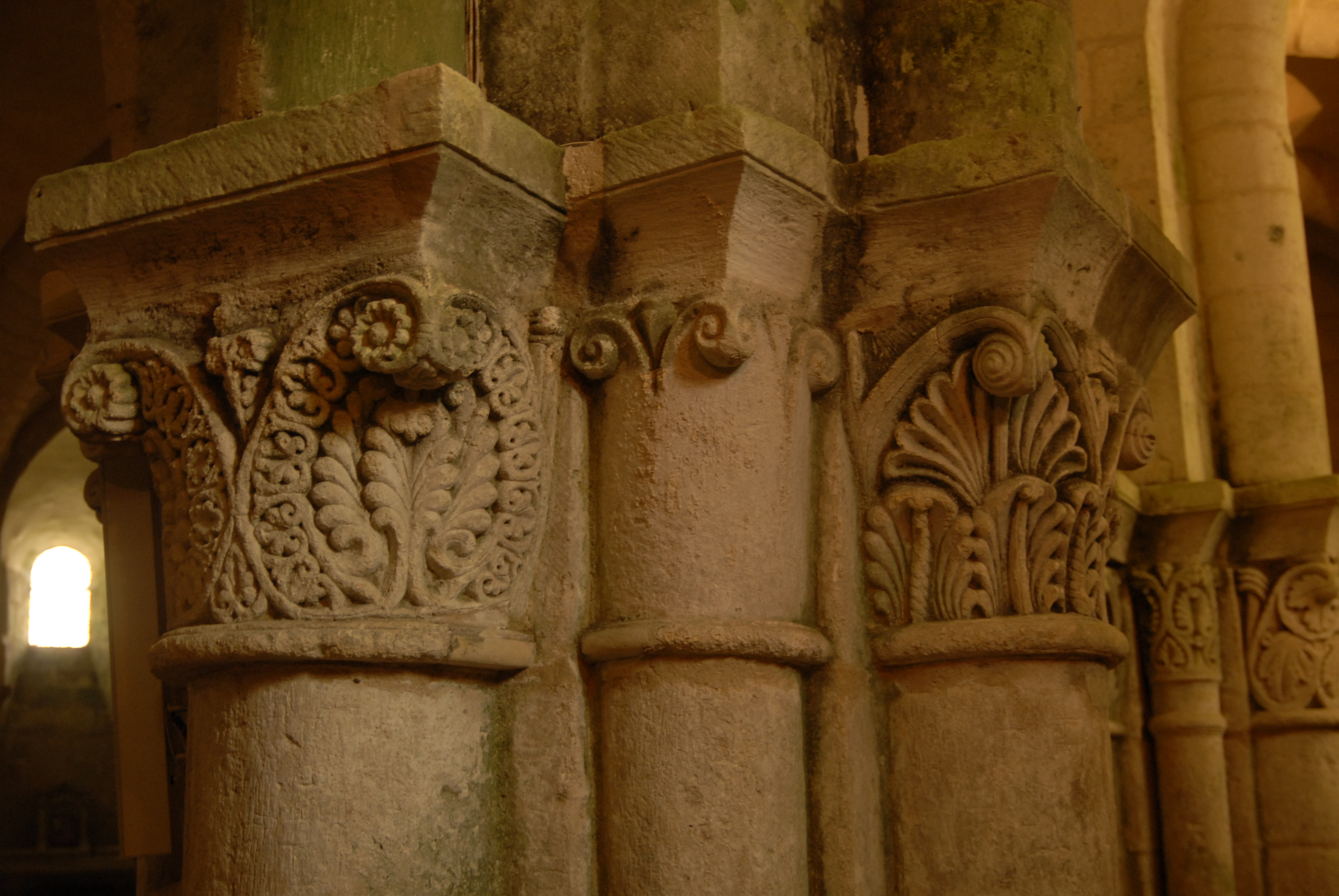
Krypta, Kapitellbündel
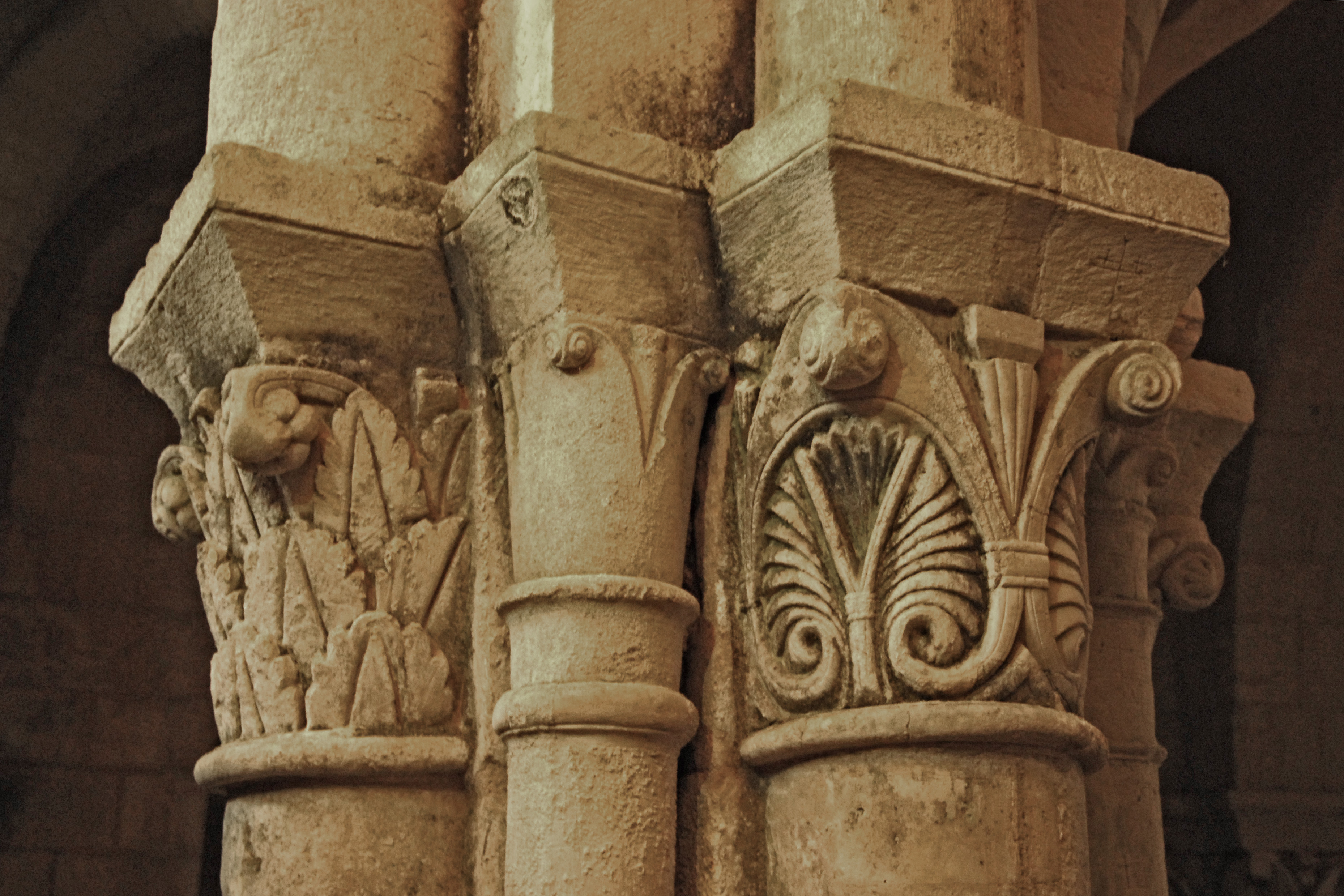
Krypta, Kapitellbündel